# プロ野球ニュース
『プロ野球ニュース』（プロやきゅうニュース、英称：PROFESSIONAL BASEBALL NEWS）は、かつてフジテレビ系列の地上波テレビ局で放送され、のちにフジテレビ系CS放送のフジテレビONEで放送されている、プロ野球（日本プロ野球・NPB）を中心としたスポーツの情報を提供するテレビ番組である。

## 番組の歴史

### 地上波時代（第1期）
第1期は、1961年4月1日にニュース番組の1コーナーとして「きょうのプロ野球から」（同年に限り月曜日は「プロ野球週間展望」）のタイトルでスタート。後に『プロ野球ニュース』に改題した。当時は日本鋼管一社提供番組だった。その後、1965年に一旦番組終了となる。
放送時間はスタート当初は23:15 - 23:35だったが、後に23:00 - 23:35→22:55 - 23:10に変わった。1964年までは翌7:00 - 7:20に再放送されていた（いずれもペナントレース期間中のみ放送だった）。
1960年にはカラー放送が始まっていたが、まだ、テレビ界で全時間帯におけるカラー化には至っておらず、全体の1割程度だった。そのため、第1期は白黒で放送していた。
当時の番組は、2試合をフィルムに解説を交えたうえで、残りの試合は共同通信社より送られてきた情報を短くまとめて、結果をフリップに書いたものを利用しつつ伝えていた。

### 放送再開までの経緯
『プロ野球ダイジェスト』を放送終了した日本テレビでは1965年11月『11PM』の放送を開始。この時間帯での視聴率としては異例の高視聴率となり、瞬く間に人気番組に駆け上り、23:00枠は同局の一人勝ち状態が続いた。
これに各局も裏番組により報道色の強いワイドショー番組等で対抗するものの、すぐに『11PM』以上のお色気路線に転向したNET（後のテレビ朝日）の『23時ショー』が辛うじての成功例で他は全く歯が立たない状態だった。フジテレビは1969年4月から約3年間、関西テレビや東海テレビとの3社共同制作（キー局は曜日ごとの交代分担制）の芸能ニュースを主軸とした『テレビナイトショー』→『トゥモロー』が放送されていたが、その後打ち切られ、ドラマ再放送や映画などで穴埋めをしていた。この間、スポーツニュースはおおむね5分程度のものが主であった。
しかし『11PM』の視聴率が1975年頃から落ち始め、それに合わせるかのように地方局が相次いで『11PM』のネット放送を打ち切った。その状況にプラスして「万年下位」と言われた広島東洋カープが初優勝、阪急ブレーブスが初の日本一、一方で読売ジャイアンツが球団史上初の最下位からの立ち直りを期して張本勲を補強するなど1976年のプロ野球の盛り上がりが開幕前から期待されていた。
2年前の1974年にNHKの『ニュースセンター9時』が始まり、NHKのニュース番組で初めてスポーツコーナーが設けられた。プロ野球の結果と途中経過の速報や大相撲の結果を電光掲示板で伝えるなど当時としては画期的だった。1974年10月14日に巨人で選手生活を終えた長嶋茂雄が、新調した紺のスーツを着てスポーツコーナーに生出演し、当時スポーツコーナーを担当していた福島幸雄のインタビューに応じた。これについては福島自身が長嶋に対して生出演の依頼を行い、それに留まらずこの日のトップ項目にするように粘り強く頼み込み、キャスターの磯村尚徳が「やりましょう」と、「長嶋引退」のニュースをトップに据える決断を下した。この一連の取り組みにより、『ニュースセンター9時』がスポーツ情報の面でも一躍リードする存在となり、その分日本テレビやフジテレビをはじめ民放のスポーツニュースが充実していなかったことが浮き彫りとなった。
1970年代当時のプロ野球中継は日本テレビがいわば独占で後楽園球場で行われる巨人戦の試合を放送し、他の放送局では後楽園以外の球場で行われている試合を中継するというのが1つのパターンとなっていた。
そのような状況下で1975年の秋、鹿内信隆会長の命を受けてフジテレビ社内では「スポーツニュースのワイド化」の構想が練られていた。
当時フジテレビにおけるスポーツ制作の部署は「報道局スポーツ部」となっており、部内の上層部に野球に詳しい人材が多くいたが、その中の一人が、かつて地上波時代（第1期）の『プロ野球ニュース』のキャスターを務めた鳥居滋夫であった。アナウンサーをしていた頃は初期の競馬中継などスポーツ中継を担当していたが、この時はアナウンサーからスポーツ部の中心的存在となっていた。
社内では「プロ野球ニュース」の立ち上げに関連した会議がいくつか行われ、準備は進んでいた。1975年に編成部から報道局スポーツ部に「あの『プロ野球ニュース』を夜11時台に復活させたいと思うのだが……」と連絡が入り、早速、社内でプロジェクトチームが立ち上がった。
ほかに
- 全試合（12球団）をまんべんなく扱うこと
- 通常の野球中継と同様に解説者を必ず付けること
- 最初に試合結果を明かさない（ネタバレをしない）こと
- 打球音や歓声など現場の音（いわゆる自然音）を活かすこと
- 球団担当記者を設けること
- FNS系列と協力体制を結ぶこと

という番組における明確な方針が決められた。
特に、最大の問題は「キャスター」を誰にするのかであった。いろいろと名前が挙げられたが、平日には野球解説者の佐々木信也に、週末には、かつて文化放送でもごく数年、プロ野球中継実況を担当したことがある土居まさる と決まった。特に佐々木の起用は相当な議論の末の決断であり、左記2名のほかに、高島忠夫やスポーツ評論家としても著名だったロイ・ジェームス、さらには裏番組『11PM』から大橋巨泉 をヘッドハンティングすることも検討された ほどだった。
1976年2月17日に正式に『プロ野球ニュース』の放送が始まることが発表された。席上で当時の広報副部長は、明言を避けながらも「打倒『11PM』!」と宣言していた。

### 地上波時代（第2期）
この節では、佐々木信也・みのもんた（1980年4月 - 1988年3月）がキャスターを務めた1976年 - 1988年3月を前期、フジテレビアナウンサーが主にキャスターを務めた1988年4月 - 2001年3月を後期に分ける。前期から後期へ移り変わる間には1987年4月 - 9月に『FNNニュース工場』に、同年10月 - 1988年3月まで『FNN DATE LINE』に、1988年4月 - 1990年3月まで『ニュース最終版』にそれぞれ内包されている。
1987年3月まで『スポーツワイドショー』、1987年4月から『スポーツワイド』とサブタイトルが付けられていたが、報道番組と同じテロップを使い『制作著作　フジテレビ』のテロップは出さなかった（後継番組の『スポーツWAVE』『Grade-A』『すぽると!』『S-PARK』や早朝の『トークシャワー』『めざましテレビ』『めざましどようび』なども同様）。

#### 前期（1976年 - 1988年3月）
10年半のブランクを経て1976年に日本初の本格的スポーツニュースワイド番組『スポーツワイドショー プロ野球ニュース』として再スタートした。放送時間帯は主に23時台の『FNNニュース最終版』（1968年 - 1977年放送）→『FNNニュースレポート23:00』（平日）、『FNNニュースレポート23:30』（土曜日・日曜日）（1977年 - 1987年放送）の終了後。ただし、1987年度は『FNNニュース工場』→『FNN Date Line』にコンプレックスする形（一部ネット局ではこの『プロ野球ニュース』のコーナーだけネットした放送局もある）で放送された。開始当初は平日に限り、翌朝再放送（日曜から木曜深夜の放送分のリピート）をした局があるほか、クロスネットや系列外の一部ではその再放送枠を初回放送扱いとした局もある（後述）。
スタート当時の『プロ野球ニュース』の制作体制は最高責任者である「編集長」を筆頭に、「現場担当デスク」「局内担当デスク」と「各球団の担当記者」といわばピラミッド状に形成されていた。その他に「ディレクター」「アシスタント・ディレクター」など含めると総勢でおよそ25名の陣容で日々の番組制作に関わっていた。
前述の通り、初代の平日版キャスターは佐々木が務めた。佐々木は高橋、大映、大毎で4年間プレーした経験を元に足で稼ぐキャスターとして人気を博し、1988年3月の勇退まで12年間総合司会の地位を築いたが、その後、スーパーバイザーとして務めた。局側は公式には番組を1976年開始、初代キャスターは佐々木としている。
土曜日・日曜日に関しては初代から土居→はらたいら→押阪忍→みのもんたと1988年までに4人代わっている。中でも、はらは3か月担当したが、本業の漫画家との兼ね合いや、生放送でアドリブが利かず、特にある日の放送でCMまで40秒で伝えなくてはいけないところ、手元の原稿を25秒で読んでしまい、その後の15秒は自らの言葉でコメントをすることができなかったため、結局生放送への出演が難しくなったことから途中降板したとされている。みのの語りによる『プロ野球珍プレー・好プレー大賞』は同番組の看板企画として定着し、ついには不定期ながら独立番組となるまでに至り、みのは当番組のコメディリリーフ的存在として知られるようになる。みのは一時期日曜夕方の『サントリー スポーツ天国』担当のため、金曜日・土曜日にシフトしたこともある（この間、佐々木は日曜日 - 木曜日担当）。シーズンオフの一時期には月曜もみのが担当していた。
この番組では開始当初から以下の画期的な試みが行われた。
- その日に行われた試合をすべて取り上げ、しかも現場に近い系列局のスタジオ（地方開催時も同様。系列局のない場合は、番販ネット局のスタジオか、近隣県の系列局と当該県のフジテレビの支局の協力を得て試合会場近くに特設の会場を設けて伝える[注 6]、もしくは、スタジオでの生放送もしくは完パケの撮って出しではなく、事前に試合会場で収録して放送するかのいずれかのパターンだった）から、それぞれ解説者とアナウンサーの2人が試合の映像を見ながらコメントを乗せていくスタイルを取った[5]。このスタイルは地上波時代第2期がスタートした1976年から2001年まで続いた。
- 番組スタート時の解説者は、土橋正幸、別所毅彦、豊田泰光、土井淳と、名古屋の試合は河村保彦が、関西の試合は岡本伊三美が、広島の試合は森永勝也が担当した[5]。福岡は最初は専属解説者がおらず、土橋が出張して解説した[5]。しばらくして関根潤三らが解説に加わった[5]。
- 当日のすべての試合を10分程度採りあげた（ただしごく初期の30分 - 45分番組時代は、その日の注目の試合を原則両リーグから1つずつ詳しく取り上げ、残りはフリップ、もしくは試合映像を簡単にまとめる程度だった[6]）。当時はニュース用に映像を使う場合、3分以内なら無料、3分を超えるとその試合の主管球団に対し料金を支払わなければならないという規則があったが、それを番組側が資金を用意し球団側に支払ったため実現したものである。
- 当時のスポーツニュースは5分間程度[注 7] であったが、当番組はタイトルにもある「プロ野球」速報だけでなく、その他一般スポーツ各種目のニュース・トピックスも詳しく伝える30分（開始当初）の「スポーツワイドショー」を目指す[7] ことも発表された。

この試みは番組における方針（前述）と共にすぐさま視聴者の共感を得て、激励の声がフジテレビには殺到した。当初見込んでいた「巨人びいきのテレビ中継」に不満を抱えていた他球団のファンや、当時はパ・リーグが脚光を浴びる場面はほぼ皆無だったため、その日行われた全ての試合を解説者付きで細かく見せる放送はパ・リーグの選手が特に喜んだ。セ・リーグの各球団のファンも普段のパ・リーグの選手がプレーをする姿に新鮮味を感じていた。
番組開始当初はビデオテープが普及しておらず、フィルムで撮影したものを球場から運んで急ぎ現像室で、短時間でフィルムを編集して放送時間に間に合わせる作業は至難の業を極めていた。その中で、スローモーション専用のフィルムカメラを他のスポーツニュースに先駆けて採用したことは注目された。上記の方針「球場の効果音をフルに生かす」を生かしてビジュアル要素にもこだわりを見せ、これまでのスポーツニュースでは主要ゲーム・大会のフィルム映像（音声なし）と行進曲の音楽をバックにアナウンサーが試合の戦況を述べるという程度だけだったものを、音声が録音できる磁気トラックフィルムを採用することで、映像と同時に収録できて球場の臨場感をそのまま再現したことにより視覚的にも楽しめる演出を取り入れた。
さらに、番組開始当初は試合のハイライトだけでなく、番組独自の「ヒーローインタビュー」も行われていた。1回3分から3分半で、謝礼は3万円だったが、パ・リーグの選手の中には「謝礼なんて、とんでもない。『プロ野球ニュース』に出させてもらうだけで万々歳です」と受け取るのを断った（しかし、翌シーズンにその選手の所属球団から番組に請求書を送り付けた）。佐々木は「巨人あたりから『お前のところも、ギャラを受け取れ!』という指示があったのではないか」と話している。
しかし、番組が始まって1か月後の1976年5月1日、当時後楽園球場で主催試合を行っていた巨人・ロッテ・日本ハムの3球団がフジテレビに対し、放送権料に関する申し入れを行った。これは、この番組を「ワイドニュースを含めた報道番組」とした上で、放映権料基準を要求してきたためである。最終的に1976年5月12日、各球団はマスコミに「ワイドニュースは報道番組である」と認めた。
本番組の開始はスポーツ新聞の伝え方にも大きな変化をもたらした。従来のスポーツ新聞は記事の内容のほとんどが試合経過に紙面を割いていたが、前夜に番組で試合経過を伝えるようになってからは、プレーの裏側に焦点を当てた記事が目立つようになり、さらに、これまで試合経過や戦評に割いてきたスペースには選手個人に関する情報を記事にするようになったため、いつしか「スポーツ新聞の女性誌化」と言われるようになってきた。プロ野球の方も第1次長嶋政権2年目に巨人が優勝して人気再燃のきっかけを作り、これがきっかけで『11PM』を放送していた一部の放送局が『プロ野球ニュース』に切り替えるようになった（後述）。
その他、女性ファンの開拓にも貢献したとされる。昭和30年代は球場に女性ファンが来ることはなかったが、この番組から女子アナが球場に来るようになり、野球選手と結婚するケースも増えた。女子アナの起用を提案したのも佐々木で、シーズンオフの「選手の家庭訪問」のような企画は女性がやった方がいい、と提案して最初に起用されたのが中井美穂だったという。
視聴率の面でも開始直後には5 - 6％台をマークし、時には10％近くに達していた。シェア（占拠率）も、同時間帯でトップを獲得。この影響で、フジテレビは1979年に「報道局スポーツ部」から「スポーツ局」に昇格させた。これは民放では初の出来事だった。
佐々木がキャスターを務めた時期の特徴として、その日行われたすべての試合をストーリー仕立てにしていくことでフジテレビのスタジオと各系列局の一体感を持たせた。例えば、前の試合が乱打戦だった際には佐々木が系列局のスタジオにいるキャスターと解説者に対して「○○（球場名）はすごい試合でしたが、首位を争う○○（チーム名）はどうだったでしょうか」とコメントを振ってから系列局のスタジオへと切り替えた。さらに、佐々木はその系列局のスタジオにいる解説者の発言にも気を配り、何か使えそうなコメントがあったら、「○○（解説者）さんはこんなことを言っていましたが、これに関する談話が入っています」など話を展開した。各系列局のアナウンサーが「固有名詞」や「過去の出来事」を誤って伝えてしまった場合でも、訂正は基本的に佐々木が行っていた。このようなストーリー性のある番組進行はのちの各局スポーツニュースでも多用され、定番化されている。
1977年、この年からフジテレビ独占放送が始まったバレーボールワールドカップ期間中は、プロ野球ニュースのタイトルを外し、ハイライト番組として放送していた。同時期に日本テレビ放送網も全く同じ題名の『プロ野球ニュース』と題した番組が放送（時間不明）されていたが、こちらは読売ジャイアンツの主催試合のハイライトが主であり、次の1978年ごろから『巨人戦ハイライト』と改題された。
1980年代に入ると「今日のホームラン」と題したその日の公式戦全ホームランを映像リプレーするコーナーが番組の末尾に行われ、プロ野球のみならず多くの野球選手・指導者にも好評で、打撃フォームの確認や向上に役立てられたといわれている。その中でも初期のコーナー・テーマソングであったジェームス・ラスト・バンドの「VIBRATIONS（ヴァイブレイションズ）」は特に人気があった（シングルカットもされている）。この体裁は、CS放送に移行してからも続いており、これの守備編ともいえる「今日のファインプレー」も併用して放送されている。
スタジオセットが変わった1987年から、それまで取材したアナウンサー・解説者がその試合について振り返ってメインキャスターに振って、その後その試合についての関連情報を話すという体裁だったのを、試合のビデオが終わりスコアテーブルを表示した後、メインキャスターと取材解説者のその試合についての質疑応答が行われるようになった。
1987年より、長時間特番『FNSの日』が開始。本番組も『プロ野球ニュースSP』として1コーナー扱いで放送され、これは後の『すぽると!』にも引き継がれている。この時は『FNSの日』のパーソナリティが特別キャスターやゲストとして招かれて、通常とは異なる特別コーナーが設けられたりもした。
シーズンオフにはクイズ大会、選手の旅行企画、バラエティー等の企画コーナーを日替わりで放送し、プロ野球選手の隠れた素顔を披露した。中でも、その選手の故郷を訪ね、名所・旧跡を巡り、居酒屋などにて同級生などと思い出話を語り合う「わが故郷」のコーナーや数十人のファンを招待し球団関係者や野球解説者がワンテーマを設けスタジオで講演を行う「ザ・講演」のコーナーはどちらも佐々木が企画し放送されたものだった。中にはそのまま独立可能性の高いコーナーもあり、古田敦也を中心に関西テレビの企画で昭和40年度生まれのプロ野球選手が集まって何らかの行事を行う昭和40年会があった。1992年から『ボク達同級生!プロ野球昭和40年会VS48年会』として関西テレビの正月特番として放送。シーズンオフの企画はスタッフ会議にてアイデアを出し合いどのようなコーナーを放送するのか検討する。この企画の体裁は『すぽると!』でも日替わり企画として続いているが、『すぽると!』発足後は野球シーズン中にも曜日別企画を取り入れている。
これ以外では、毎年12月24日の放送にニッポン放送の『ラジオ・チャリティー・ミュージックソン』との同時中継を行っていた。

#### 後期（1988年4月 - 2001年3月）
1980年代のいわゆるフジテレビの「80年改革」による成果が出たことにより、1980年以降もこの『プロ野球ニュース』もこの大きな躍進の陰でわずかな存在感を見せていたが、1987年6月25日付で発令されたフジテレビの人事異動により、『オールスター家族対抗歌合戦』のプロデューサーを務めていた浜口哲夫が『プロ野球ニュース』の編集長に就くことになった。
当時のフジテレビ会長だった鹿内春雄の命を受け、浜口ら新スタッフは『プロ野球ニュース』の改革に乗り出すことになったが、平日のキャスターを務めている佐々木を交代させることは容易ではなく、スタッフの間では反対の声が上がった。しかし当時のチーフディレクターは「ディレクター主義」の番組制作を掲げていたことに加え、佐々木の衰えが決め手となって、1987年シーズンオフに降板が決定、後任キャスター人事を進めることになった。
1987年の冬に須田珠理をゴルフ場にて見つけ、スカウトして平日のサブキャスターに起用した。
さらに、週末のキャスターには浜口の「女性キャスター登用」という方針と、週末のプロ野球ニュースを「新機軸のスポーツエンタテイメント」にしたかったため、当時入社2年目（1987年入社）の中井美穂を起用することを決めた。
一番難航したのは平日のメインキャスターで、高島忠夫に加え、土曜・日曜のキャスターを務めていた土居まさるや押阪忍の復帰案、それに、プロ野球の選手OBなどいろいろな名前が浮かんだものの、結局はフジテレビのスポーツアナウンサーから選ぶことになり、その結果、当時32歳の野崎昌一に決まった。
こうして、1988年2月26日にフジテレビ内で記者会見が行われ、新キャスターの就任が正式に発表された。
鹿内宏明会長が就任した1988年4月から『DATE LINE』と合わせた『FNNニュース最終版』という一つのワイドゾーンを形成するものの実質的には独立番組に戻り、平日はまずこの番組から、週末は『DATE LINE』の後から放送した。1990年4月からは月曜日 - 日曜日とも『FNN NEWSCOM』終了後からの放送となって完全に独立化。
1993年にはJリーグ開幕と同時に「Jリーグ情報」を始めるなど、この頃から番組自体も内容の変化を迫られることになる。
1993年度は、日曜日キャスターに森脇健児、月曜日キャスターに森口博子を起用し、日曜日は「サンデーバード」と題して『サンダーバード』のテーマをBGMにした独特の演出で放送、月曜日はF1担当として古舘伊知郎が出演、リポーターとして女性アナウンサーが多数出演するなど、バラエティ色が強化された。大阪スタヂアム（大阪球場）のヤジ合戦などといったものも紹介されたことがある。

##### 『LIVE'94』へのインサート
1994年4月、『LIVE'94 ニュースJAPAN』（平日）、『LIVE'94 スポーツWAVE』（週末）のそれぞれ1パートとなり、事実上再び深夜のニュース・情報番組に内包される形式に戻った。しかし、このときは完全に内包先の番組の1パート扱いとなっており、加盟局以外のネットは不可能となった。これに伴いそれまでネットを実施していた高知放送、四国放送、テレビ宮崎はネットから離脱しちょうど同時期にスタートした日本テレビのスポーツ番組『どんまい!!スポーツ&ワイド』ネットに移行した。これと同時に『スポーツワイド』の冠がタイトルから外れ『プロ野球ニュース』にタイトルを戻した。
平日版は『ニュースJAPAN』が優先されるためこの時から時間短縮を余儀なくされ、セ・リーグ（特に巨人戦や阪神戦）では従来の解説と実況付きのスタイルで放送する一方で、重要度の低い試合は試合内容を大まかに伝えるのみという内容になっていった。緊急時や重大ニュースが入った場合は大幅に放送時間をカットされることもしばしばあった。しかし、ニュース番組にインサートされたことと、ベテランアナウンサーの福井謙二の起用により、1993年度に見られたバラエティ化路線は影を潜め、スポーツ情報をストレートに伝える形式となった。1995年から平日は西山喜久恵が福井の横に座るようになり、ダジャレや親父ギャグを連発する福井を西山が絶妙に歯止めをかけ、あうんのキャッチボールで番組にほのぼのとした雰囲気を作り出した。
それでも、福井は「（ニュースJAPANに内包されてから）独立感がなくなっていたのは寂しかったですね。あの頃には、“プロ野球ニュースも曲がり角に差しかかっているな”と感じていました。」と番組の放送時間の縮小に伴って、プロ野球ニュースの存在感の低下を意識していた。

##### 土曜・日曜版の再独立と地上波シリーズの終焉
翌1995年に『スポーツWAVE』終了に伴い、週末のみ再々独立。その後日曜放送分は、1997年4月に『Grade-A』放送（このため毎週日曜日の同枠には『新ボキャブラ天国』が放映された）のためいったん終了するも、半年で復活。ストレートニュース形式の平日とは打って変わって、パンチ佐藤、長嶋一茂、大久保博元などマルチな活躍が目立つ解説者や木佐彩子（後の石井一久夫人）、中村江里子、大橋マキなど人気女性アナウンサーの個性を前面に出した構成で再びバラエティ色が強まった。
2000年4月から平日分も『ニュースJAPAN』の1部と2部の間に挟んだサンドイッチ方式の形で実質再々独立し、4月から12月いっぱいの間は『プロ野球ニュース2000』のタイトルで放送された（2001年1月以降は元に戻した）。しかし、この頃になるとプロ野球人気が徐々に低迷し、メジャーリーグやサッカー（欧州、W杯）や総合格闘技（K-1、PRIDE）などプロ野球以外の内容に重点を置くようになったため、当然、プロ野球関係の時間は少なくなりつつあった。このため、フジテレビ内部でも「もうプロ野球がスポーツニュースの筆頭に来る時代じゃない」の声が浮上し始めた。
『プロ野球ニュース』の制作スタッフで、後継番組の『すぽると!』のプロデューサーを務めた岡泰二は『すぽると!』への移行について「そのときスタッフの頭の中にあったのは、もうプロ野球だけではスポーツニュースとして視聴者を満足させられないんじゃないかという思いでした。それで、思い切ってプロ野球ニュースという看板をはずしもっといろいろスポーツ情報を均等に扱える土壌を作ったんです。」 と当時の様子を話している。
週末担当として8年間キャスターを務めたみのもんたは自身が1988年3月に卒業した後の状況について「ちょうど（野球以外も含め）スポーツの多様化とか言われるようになった頃で、『プロ野球ニュース』でもいろんなスポーツを取り上げるようになっていった。番組タイトルと内容が一致しなくなっていった面はあったと思う。だから局のほうも番組を一新したかったんじゃないかな。」とその後の番組内容の変化や、それに伴う『すぽると!』への移行について、後年語っている。
番組終了の背景としては前述の理由のほか、プロサッカー選手の中田英寿などプロ野球以外のスポーツ選手から「プロ野球ニュースという番組名の番組に、なぜプロ野球選手ではない自分が協力しなければならないのか」との理由で、インタビューなどを断られることが増えてきたこと、女性キャスター3人（宇田麻衣子、荒瀬詩織、大橋マキ）の退社がほぼ同時に決まるという異例の事態で、大幅なリニューアルを迫られたことも影響したと言われている。
2001年3月31日に第2シリーズが25年（事実上2度目の放送打ち切り）、1961年4月からの第1シリーズと10年以上の中断期間含めて40年の歴史に幕を閉じた。
最終回ではその日のプロ野球全試合の詳報やその他のスポーツ情報を伝えた後、番組終盤で25年間の地上波時代第2期を振り返る映像を流した。ダイエーの王貞治監督（当時）や、当時ヤクルトの選手だった古田敦也・石井一久（2000年に木佐と結婚）からのビデオメッセージも放送された（古田は「うちの嫁さん（中井）もこの番組で育ってきたから、寂しい」とコメントし、石井は「この番組に出演することは、一番のステータスだった」とコメントした）。エンディングでは、後継番組である『感動ファクトリー・すぽると!』の紹介が行われ、三宅や週末版メインキャスターを務める佐野瑞樹・内田恭子両アナが挨拶を行い、意気込みを語った。最後は三宅が「『プロ野球ニュース』を25年間応援していただき本当にありがとうございました」と視聴者に感謝し、中断期間を含め40年にわたる地上波放送から撤退した。

#### スポンサーの扱い
番組は開始当初から前半のネットセールススポンサー6社 - 8社と、後半のローカルセールスとに分かれており、提供表示されるスポンサーは原則一律で30秒のCMを提供していた（ローカルセールスの一部地域は除く）。ネットセールスとフジテレビのローカルセールスでは1988年3月まで全スポンサーとも読み上げがあったが、4月以後はスポンサーの読み上げは省略され「ごらんのスポンサー」扱いとなった（後の『すぽると!』でも一部の曜日を除きスポンサーの読み上げはされていない）。
特に、資生堂は番組オリジナルのインフォマーシャル（生コマーシャルではない）「ナイト・イニング」を送り、宍戸錠出演でコラムと男性化粧品の紹介が行われていた。

### CS時代
地上波での放送終了を受け、2001年4月からスカイパーフェクTV!（後のスカパー!プレミアムサービス）、スカイパーフェクTV!2（後のスカパー!）のフジテレビ739（後のフジテレビONE スポーツ・バラエティ）で新生「プロ野球ニュース」が始まった。（2009年以降は題名の後に西暦を付記する（2011年の場合は『プロ野球ニュース2011』））。
CS移行時に佐々木信也がキャスターに復帰し、佐々木を含め解説者がキャスターを務める形式に変わった。曜日別の担当キャスターが不在の際（地上波『すぽると!』などへの出演の都合で出られない時）は、他の解説者が司会を務める（平松政次、谷沢健一、高木豊ら）。佐々木信也が週末のキャスターを担当していた時期には、佐々木不在時の代役として福井謙二が出演することがあった。さらにCS移行によって、地方局のアナウンサー・解説者（フジテレビと兼務している者は除く）は出演しなくなった。2007年から、一部曜日を除き、司会ペアリングは男性は番組解説者、女性はフジテレビのアナウンサーを原則とするようになった。ただし女性がフリーアナウンサーであったり、男女ともフジテレビのアナウンサーの場合もある。2011年度の土曜日・2012年度の日曜日のみ、形式上の司会は関根潤三とアナウンサーのペア（2011年度・田淵裕章、2012年度・松村未央）となっていたが、実際は司会席にはアナウンサーが1人で担当し、関根は「ご意見番」という位置づけで他の解説者と同じコメンタリー席（右端。実際には司会席とコメンタリー席の中間）に陣取っていた。2012年（谷岡慎一）以後、土曜日の司会は原則として男性アナウンサー1人で担当する（まれに解説者1人で担当する日もある。2014年度は他の曜日と同じように男女ペアになることもあった）。2013年以降、関根はレギュラーシーズン中は毎月最終日曜日と開幕直前SPと年末反省会SPに「ご意見番」として出演していた。
プロ野球中心のスポーツニュース番組だったフジテレビ時代とは違い、CS移行後はプロ野球専門番組となった（一時期メジャーリーグの日本人選手の成績を伝えていた）。プロ野球の試合がある日は月曜日 - 日曜日放送されるが、オフシーズンは原則週1回の放送になる（2008年はオフシーズンの放送を休止）。試合解説のVTRは、権利関係の問題からフジテレビおよび系列局が収録した試合を除いてJ SPORTSをはじめとするCS放送局の映像を使うことが多く、そのため当初は実況時のテロップやアナウンスが載ったまま放送されていた。その後実況アナウンスが入った試合映像はなくなったが、テロップについては一部球団の試合映像でいまだに載ったままになっている。
解説には主にフジテレビ解説者が登場するが、土橋正幸や笘篠賢治などフジテレビ及び系列局専属ではない、またはかつて専属だった経験がある解説者 も度々登場する。フジテレビ専属解説者でありながら、江本孟紀は初期に出演していたものの、それ以降は2015年まで出演せず、『すぽると!』で解説を務めるのみとなっていた。地上波時代までは出演していたにもかかわらず、CS放送に移って以降出演しなくなったのは「ギャラが安いから」（本人の弁）というのがその理由である。2016年4月1日で『すぽると！』が終了となり、2016年シーズン（2016年3月24日放送・開幕直前SP）から本格的に解説に復帰した。2014年から2018年までフジテレビ専属解説者であった石井一久も当番組には出演せず、『すぽると!』のみ出演していた。2016年4月以降も後継番組の『スポーツLIFE HERO'S』のコメンテーター(日曜版)と『ユアタイム』のコメンテーターを務める傍ら、NHK BS1の『ワールドスポーツMLB』の土曜版コメンテーターに出演していた。2016年3月時点で当番組及び『すぽると!』の両方に出演していたのは高木豊のみであった。地上波時代まで出演していた豊田泰光は『プロ野球ニュース』の地上波撤退に抗議し、後継番組『すぽると!』出演には応じず、結局フジテレビ解説者を降板する引き金となった（2002年度までは本数契約という形でまれに出演する場合があった）。
2006年5月12日から2007年シーズンまで、FODにおいて有料配信があった（1回分105円、または月1,050円）。2006年シーズンのみは巨人（日本テレビ）・横浜（TBS）主催試合の映像に関する部分は両球団からの著作権許諾が開始当初得られなかったので配信されなかった。
2009年4月からのフジテレビCSチャンネルの再編に伴い、放送チャンネルがフジテレビ721の後継である「フジテレビTWO」に移行した。これにより、プロ野球パックのみ契約している場合は「フジテレビONE」での再放送（翌日昼）以外視聴できない状態となった。この状態は、2010年度に初回放送がフジテレビONEに変更となったことにより解消された（フジテレビTWOでは翌朝再放送の1回となったが、2011年以降は再放送していない）。
通常時（公式戦中）の放送スタイルとしては原則、MCの解説者とアナウンサー・タレントが各1名（MCは時期・曜日により1名だけの時もある）、その日の重要な試合（原則セ・パから各1試合ずつ。交流戦は全試合の中から2試合）を取り上げる特集コーナー「Zoom Upゲーム」のリポーター役として解説者2名・アナウンサー3名（6試合行われる場合は「Zoom Upゲーム」を含む1人当たり2試合担当、時期により4名の時があり、その場合には2名が2試合担当というパターンもあった）の人員構成となっている。「Zoom Upゲーム」はそのリポーター2名による解説付きで伝えられる（特に、勝敗を分けた場面については「解説者の熱視線」 として、そのシーンをノーカットで紹介し、解説者が多角的に分析を行う。残りの試合はアナウンサーのみで試合内容を伝える。試合VTRを終えると、その試合についての感想や注目点について出演者全員で質疑応答が行われる。番組の終わりに、翌日、試合がない場合は次の開催日の試合カードと、CSでの放送スケジュールが発表される。
オールスター・日本シリーズのみならず、レギュラーシーズンやポストシーズンにおいても1試合しか行われない場合はその試合の解説者を2名にすることもまれにある）。オールスターでは解説者3名に増員し、1回 - 3回、4回 - 6回、7回 - 9回で、それぞれ分担。日本シリーズでは解説者2名で前半部と後半部の分担。CS番組の特長を活かして、解説者のコメントの比重を高めて地上波の『すぽると!』とは差別化を図っている。
試合数が極端に少ない日（1 - 2試合以下）である場合は、ある特定のチーム や選手を題材にした特集や、交流戦の全日程終了後には「投手のヒット集」などの企画をすることがあるほか、8月か9月には「モルツ球団」（プロ野球OBによるチーム）のエキシビションゲーム「モルツドリームマッチ」を通常の試合速報フォーマットに沿って特集することもある。
2012年・2013年度は、初回生放送が23:00 - 24:00、再放送は当日深夜（翌日未明）1:00 - 2:00、翌日6:00 - 7:00、翌日12:10 - 13:10となっている。NOTTVでの同時生放送を開始した（再放送は翌日7:00 - 8:00）。公式戦開催がない日（あらかじめ最初から組まれていない場合。主に月曜日と交流戦の第2試合の翌日）は前日（前々日）の放送分をリピートする。予備日の復活開催が発生した場合は放送されないか、交流戦の場合前日再放送を休止して当日の生放送か撮って出しとなる場合もある。SWALLOWS BASEBALL L!VE（ヤクルト主管試合中継）や野球道 (フジテレビ系列)（巨人ビジター試合のうち中日・阪神・広島戦の中継）が延長となり当番組初回生放送開始時間までに終了しなかった場合は途中飛び乗りまたは放送休止となる場合がある（翌日未明と朝・昼の再放送は番組開始から放送される）。
番組内で野球シーズンに流れる「今日のホームラン」のタイトル映像は、地上波時代からものが使用されている。そのため、2009年4月のチャンネルHD化後もこの部分のみ両サイドに黒枠が出ていたが、2011年シーズンからは、「16:9」に編集されている。
日本シリーズ終了後のシーズンオフからキャンプ・オープン戦にかかる年度下半期は2008年度（この年はオフシーズンの放送なし）を除き、週1回更新（2007年まで土曜23:00、2009年以後は月曜23:00の初回放送のみ生放送、以後随時再放送）という体裁をとっている。2007年までのオフシーズンは佐々木信也の司会であったが、2009年以後は司会者はシーズン中の曜日に関係なく毎週ランダムで交代出演する。シーズンオフは現役選手をゲストに迎えるほか、年末の最終放送は3時間にわたるシーズン総集編（解説者総出場による「年末大反省会」）が行われている。シーズンオフバージョン最後となる、新年度シーズン開幕前日にも解説者総出場による3時間のペナントレース展望が行われ、新年度シーズンの帯番組につなげる。
2019年 - 2020年度シーズンのうち、11月 - 12月の一部の週は、週2本、月曜日と木曜日の生放送としていた。これは台湾アジア・ウィンター・リーグに、日本からイースタン・リーグ、ウエスタン・リーグと、社会人野球の日本野球連盟の選抜3チームが派遣出場されたことにより、フジテレビONE/TWOでも一部の試合が生放送されたためそのハイライトコーナーを行った。
2020年度は、プロ野球の開幕が新型コロナウイルス感染拡大の影響で大幅に遅れた影響で変更が出ている。
- シーズン大展望SPは本来の開幕前日3月19日（木）に放送したが、その後も6月15日までは毎週月曜日のみの放送になった。
- 4月13日から6月1日までは緊急事態宣言の影響で放送を休止し、穴埋め番組[注 19] を放送。
- 6月19日に約3か月遅れでプロ野球が開幕し、本番組も通常版で再開したが、ソーシャルディスタンスを採る観点から、スタジオはMC2名と解説者1名の計3名のみ入り、他の解説者は電話越し、ないしは別室のナレーションで出演[注 20]、実況アナウンサーは、「Zoom UPゲーム」コーナーの対象試合を含めすべて別室からナレーションのみの担当となる。通常は「Zoom UPゲーム」コーナーの試合VTRの中で解説者とアナウンサーの掛け合いで行っている「（解説者の）熱視線」は、結果報告後に扱う。
  - 「Zoom UPゲーム」コーナーは基本的に各リーグ1試合のパターンで、リポーターの解説者はどちらか1名は電話もしくはナレーションのみで解説、もう1名はスタジオ出演を基本とする。土曜放送分に関しては、7月まではMCは1名のみであるので、その分解説リポーターを1人増やし3人体制（この場合でも1名は電話またはナレーションのみ）とし、「Zoom UPゲーム」は原則3試合（大抵の場合、どちらか一方のリーグが2試合となるが、ほとんどの週はパ・リーグで2試合となるパターンが多い）だったが、8月以後の放送では通常の回同様にリポーターの解説者が2人だけ=いずれもスタジオ出演で、「Zoom UPゲーム」が両リーグ1試合ずつとなるパターンに戻った。
  - 2021年は1月11日開始予定だったが、コロナ第3波による緊急事態宣言が首都圏に発動されたことを受け、1月の新作は休止となり、2月1日のキャンプ開幕日から放送することになった。2021年と2022年度の通常放送は、前年度と同じ体制で放送するが、「Zoom UPゲーム」コーナーの試合VTRの中で解説者とアナウンサーの掛け合いで行っている「（解説者の）熱視線」は、ほぼ2019年以前の体制に戻った。このパターンは試合リポートをしてもらう解説者がスタジオにいる場合のみのため、どちらか一方のリーグのみ。かつ、聞き手のアナウンサーもナレーションのみである。もう一方はリポーターの解説者は声の出演のみなので、2020年と同じやり方となる。土曜日、および試合のある月曜日は従来通りで、MC1名+解説リポーター2名なので、この場合は両リーグでアナウンサーとの掛け合いとなる。まれに日曜日で3試合がZoom UPゲームで取り上げることがあり、うち1試合はMCである岩本がリポーターも兼務するものもある[注 21]。

2021年6月14日（月）- 6月16日（水）は、新型コロナウイルス感染拡大の影響と悪天候による中止で延期された交流戦の広島戦を伝える為、23:00 - 23:30の短縮バージョンで放送した。2020年東京オリンピックへの協力体制（野球も正式種目）を行うことを受けて、オールスター終了後は、7月24日23:00 - 24:00に「前半戦振り返りスペシャル」を放送した以外、7月18日から8月12日まで新作の放送を休止し、後半戦再開の8月13日から放送を再開した。
2021年12月6日放送分からは、AK RACING（座椅子メーカー）が番組に協賛 し、出演者席の座椅子もAK RACING製のものを使用している。
2022年3月25日（2022年度プロ野球シーズン開幕日）の放送分からMCと解説者の配置替えとスタジオセットの変更が行われた。（前年までは画面右端に座っていた司会者が左側に移る。コロナ対策として進行役以外の解説者は2020年・2021年度と同じパターン。タイトルパネルのところに進行役のタレント・またはアナウンサーが座り、真ん中にMCの解説者、さらに右側にリポーター役の解説者のうちの1名が座る。もう1名は別室からの電話かナレーションのみでの出演。MCがタレント・アナウンサーの1名のみである土曜日のみ解説リポーター2名がそのまま座る体裁となっていた）
2023年3月30日は、『開幕直前スペシャル』を放送したが、エスコンフィールドHOKKAIDOで行われた唯一の試合『北海道日本ハムファイターズvs東北楽天ゴールデンイーグルス』（開幕戦）を伝えるため、パ・リーグの展望を行う前に試合の模様を伝えた。ただし、本編中の解説者とMCとの掛け合いはなかった（「岩本の熱視線」は電話越しに伝えた）。
その2か月後にあたる5月30日（セ・パ交流戦開幕戦）の放送分より、コロナの感染法上の分類が第五類（季節性感冒）に引き下げられたことを受けて規制緩和し、「MC2名・リポーター役解説者2名・アナウンサー3名。アナウンサーの顔出し（各1試合づつ）あり」の2019年度までの体勢が約4年ぶりに復活した。これにより、MC2名はタイトルパネルのところに詰めて座り、さらにリポーター役の解説者2名（+聞き手・顔出しを行うアナウンサー）がさらに右側に詰めて座る形となった。2022年度まで感染予防策のために設けてあったアクリル板は2023年開幕時には撤去されていた。
2024年10月2日の放送は、「ヤクルトvs.広島」（神宮）と「巨人vs.DeNA」（東京ドーム）の2試合を伝えたが、神宮の試合は、21年間の現役を引退するヤクルト・青木宣親の引退試合となったため、「Zoom UPゲーム」の試合としては約40分をかけ、熱視線も「大矢&真中&館山の熱視線」で、4回流れるなど、異例の対応を採った。
2025年のシーズン中は最終週の水曜日（火曜深夜、6月分は7月2日）の24:00 - 24:30に新番組「プロ野球ニュース　月刊好プレー」が開始され、当番組と連続編成を行う。7月26日放送分（ペナントレース後半戦開始）からテロップ表示、試合スコアのフォーマットを一新、スタジオで解説者らが注目した選手やチームに関するテロップ表示を今まで右下に配置でから右上表示にそれそれ変更した。

## 歴代出演者

### 第1期

#### キャスター
いずれもフジテレビアナウンサー
- 小篠菊雄
- 鳥居滋夫
- 岩佐徹

#### 解説者
- 飯島滋弥
- 大下弘（当時関西テレビ解説者）
- 西村貞朗（当時九州朝日放送解説者）
- 服部受弘
- 別当薫

### 第2期・CS時代
太字はフジテレビアナウンサー

#### キャスター

##### 第2期キャスター
| 期間 | 期間       | 男性       | 男性        | 男性       | 男性                       | 男性                       | 女性        | 女性        | 女性        | 女性        | 女性        | 女性       | 女性                  |
| 期間 | 期間       | 月曜       | 火曜 - 木曜 | 金曜       | 土曜                       | 日曜                       | 月曜        | 火曜        | 水曜        | 木曜        | 金曜        | 土曜       | 日曜                  |
| --- | ---------- | ---------- | ----------- | ---------- | -------------------------- | -------------------------- | ----------- | ----------- | ----------- | ----------- | ----------- | ---------- | --------------------- |
| 1976.4.1 | 1977.11.27 | 佐々木信也 | 佐々木信也  | 佐々木信也 | 土居まさる                 | 土居まさる                 | （不在）    | （不在）    | （不在）    | （不在）    | （不在）    | （不在）   | （不在）              |
| 1977.11.28 | 1977.12.25 | 佐々木信也 | 佐々木信也  | 佐々木信也 | はらたいら                 | はらたいら                 | （不在）    | （不在）    | （不在）    | （不在）    | （不在）    | （不在）   | （不在）              |
| 1978.1.4 | 1980.3.30  | 佐々木信也 | 佐々木信也  | 佐々木信也 | 押阪忍                     | 押阪忍                     | （不在）    | （不在）    | （不在）    | （不在）    | （不在）    | （不在）   | （不在）              |
| 1980.3.31 | 1983.9.30  | 佐々木信也 | 佐々木信也  | 佐々木信也 | みのもんた                 | みのもんた                 | （不在）    | （不在）    | （不在）    | （不在）    | （不在）    | （不在）   | （不在）              |
| 1983.10.1 | 1985.9.29  | 佐々木信也 | 佐々木信也  | みのもんた | みのもんた                 | 佐々木信也                 | （不在）    | （不在）    | （不在）    | （不在）    | （不在）    | （不在）   | （不在）              |
| 1985.9.30 | 1987.3.29  | 佐々木信也 | 佐々木信也  | 佐々木信也 | みのもんた                 | みのもんた                 | （不在）    | （不在）    | （不在）    | （不在）    | （不在）    | （不在）   | （不在）              |
| 1987.3.30 | 1988.3.31  | 佐々木信也 | 佐々木信也  | 佐々木信也 | みのもんた                 | みのもんた                 | （不在）    | （不在）    | （不在）    | （不在）    | （不在）    | 大島智子   | 大島智子              |
| 1988.4.1 | 1991.3.31  | 野崎昌一   | 野崎昌一    | 野崎昌一   | 大矢明彦 平松政次 谷沢健一 | 大矢明彦 平松政次 谷沢健一 | 須田珠理1   | 須田珠理1   | 須田珠理1   | 須田珠理1   | 須田珠理1   | 中井美穂   | 中井美穂              |
| 1991.4.1 | 1992.3.31  | 野崎昌一   | 野崎昌一    | 野崎昌一   | 大矢明彦 平松政次 谷沢健一 | 大矢明彦 平松政次 谷沢健一 | 石川小百合1 | 石川小百合1 | 石川小百合1 | 石川小百合1 | 石川小百合1 | 中井美穂   | 中井美穂              |
| 1992.4.1 | 1992.11.1  | （不在）   | （不在）    | 田尾安志   | 田尾安志                   | （不在）                   | 中井美穂    | 中井美穂    | 中井美穂    | 中井美穂    | 石川小百合  | 石川小百合 | 中井美穂              |
| 1992.11.2 | 1993.3.31  | （不在）   | （不在）    | 田尾安志   | 田尾安志                   | （不在）                   | 中井美穂    | 中井美穂    | 中井美穂    | 中井美穂    | 小島奈津子  | 小島奈津子 | 中井美穂              |
| 1993.4.1 | 1994.3.31  | 田尾安志   | （不在）    | （不在）   | （不在）                   | 森脇健児 関根潤三          | 森口博子3   | 中井美穂    | 中井美穂    | 中井美穂    | 中井美穂    | 中井美穂   | 八木亜希子            |
| 1994.4.1 | 1995.3.31  | 福井謙二   | 福井謙二    | 福井謙二   | 高田延彦 川端健嗣          | 湯原信光 田尾安志          | 志岐幸子    | 志岐幸子    | 志岐幸子    | 志岐幸子    | 志岐幸子    | 陣内貴美子 | 木幡美子              |
| 1995.4.1 | 1996.3.31  | 福井謙二   | 福井謙二    | 福井謙二   | パンチ佐藤                 | 田尾安志                   | 久保恵子    | 久保恵子    | 久保恵子    | 久保恵子    | 久保恵子    | 中村江里子 | 陣内貴美子 斎藤英津子 |
| 1996.4.1 | 1997.3.30  | 福井謙二   | 福井謙二    | 福井謙二   | （不在）                   | 田尾安志                   | 西山喜久恵  | 西山喜久恵  | 西山喜久恵  | 平松あゆみ  | 木佐彩子    | 西山喜久恵 | 西山喜久恵            |
| 1997.3.31 | 1997.9.28  | 福井謙二   | 福井謙二    | 福井謙二   | （不在）                   | （不在）                   | 西山喜久恵  | 西山喜久恵  | 西山喜久恵  | 西山喜久恵  | 西山喜久恵  | 木佐彩子   | （放送なし）          |
| 1997.9.29 | 1998.3.29  | 福井謙二   | 福井謙二    | 福井謙二   | （不在）                   | （不在）                   | 西山喜久恵  | 西山喜久恵  | 西山喜久恵  | 西山喜久恵  | 西山喜久恵  | 木佐彩子   | 木佐彩子              |
| 1998.3.30 | 1999.3.31  | 福井謙二   | 福井謙二    | 福井謙二   | 長嶋一茂                   | 長嶋一茂                   | 木佐彩子4   | 木佐彩子4   | 西山喜久恵  | 西山喜久恵  | 西山喜久恵  | 中村江里子 | 中村江里子            |
| 1999.4.1 | 2000.3.31  | （不在）   | （不在）    | （不在）   | 長嶋一茂                   | 長嶋一茂                   | 木佐彩子    | 木佐彩子    | 木佐彩子    | 木佐彩子    | 木佐彩子    | 荒瀬詩織   | 荒瀬詩織              |
| 2000.4.1 | 2001.3.31  | 三宅正治2  | 三宅正治2   | 三宅正治2  | 田尾安志 大久保博元        | 田尾安志 大久保博元        | 宇田麻衣子  | 宇田麻衣子  | 荒瀬詩織    | 荒瀬詩織    | 荒瀬詩織    | 大橋マキ   | 大橋マキ              |
| - 1 1990年・1991年度は上掲以外に進行補佐役のコメンテーターとして、火曜日・水曜日は西本幸雄、木曜日・金曜日は関根潤三が担当。 - 2 『感動ファクトリー・すぽると!』も続投。 - 3 同日昼の『笑っていいとも!』を兼務。 - 4 火曜日の『笑っていいとも!』テレフォンアナウンサーを兼務。 |            |            |             |            |                            |                            |             |             |             |             |             |            |                       |

##### CS時代キャスター
| 期間 | 月曜                                      | 火曜                         | 水曜                             | 木曜                                | 金曜                                 | 土曜                                          | 日曜                                    |
| --- | ----------------------------------------- | ---------------------------- | -------------------------------- | ----------------------------------- | ------------------------------------ | --------------------------------------------- | --------------------------------------- |
| 2001年 | 佐々木信也1                               | 佐々木信也1                  | 佐々木信也1                      | 佐々木信也1                         | 佐々木信也1                          | 中川充四郎                                    | 中川充四郎                              |
| 2002年 | 佐々木信也1                               | 佐々木信也1                  | 佐々木信也1                      | 佐々木信也1                         | 佐々木信也1                          | 中川充四郎                                    | 中川充四郎                              |
| 2003年 | 大矢明彦                                  | 平松政次                     | 田尾安志                         | 加藤博一                            | 谷沢健一                             | 佐々木信也1                                   | 佐々木信也1                             |
| 2004年 | 谷沢健一                                  | 平松政次                     | 田尾安志                         | 加藤博一                            | 大矢明彦                             | 佐々木信也1                                   | 佐々木信也1                             |
| 2005年 | 谷沢健一                                  | 平松政次                     | 高木豊                           | 加藤博一                            | 大矢明彦                             | 佐々木信也1                                   | 佐々木信也1                             |
| 2006年 | （担当者なし）2                           | 平松政次                     | 高木豊                           | 谷沢健一 または 斉藤明夫            | 大矢明彦                             | 佐々木信也1                                   | 佐々木信也1                             |
| 2007年 | （担当者なし）2                           | 平松政次 蒼井里紗            | 高木豊 信澤美穂                  | 谷沢健一 相川梨絵                   | 加藤博一 蒼井里紗                    | 佐々木信也1                                   | 佐々木信也1                             |
| 2008年3 | （担当者なし）2                           | 佐々木信也                   | 平松政次 宮瀬茉祐子              | 谷沢健一 相川梨絵                   | 高木豊 森藤恵美                      | 佐々木信也                                    | 梅田淳                                  |
| 2009年4 | 渡辺和洋 佐々木梨絵                       | 平松政次 斉藤舞子            | 金村義明 武裕美                  | 谷沢健一 宮瀬茉祐子                 | 渡辺和洋 遠藤玲子                    | 梅田淳 宮瀬茉祐子                             | 高木豊 福田萌                           |
| 2010年4 | 渡辺和洋11 宮瀬茉祐子5 斉藤舞子6          | 平松政次 斉藤舞子            | 金村義明 宮瀬茉祐子              | 谷沢健一 宮瀬茉祐子                 | 渡辺和洋 遠藤玲子                    | 梅田淳 斉藤舞子                               | 高木豊 佐々木麻衣                       |
| 2011年4 | 渡辺和洋11 宮瀬茉祐子5 斉藤舞子6          | 平松政次 斉藤舞子            | 金村義明 石本沙織                | 谷沢健一 遠藤玲子7 細貝沙羅8        | ※週替わり 宮瀬茉祐子9 遠藤玲子10     | 関根潤三12 田淵裕章13                         | ※週替わり14 斉藤舞子                    |
| 2012年4 | （担当者なし）2                           | 平松政次 斉藤舞子            | 金村義明 遠藤玲子15 香屋ルリコ16 | 谷沢健一 斉藤舞子                   | 大矢明彦 細貝沙羅                    | 谷岡慎一                                      | 関根潤三12 松村未央13                   |
| 2013年4 | （担当者なし）2                           | 金村義明 香屋ルリコ          | 平松政次 香屋ルリコ              | 谷沢健一 斉藤舞子                   | 大矢明彦 宮澤智                      | 酒主義久                                      | 笘篠賢治 細貝沙羅                       |
| 2014年4 | （担当者なし）2                           | 金村義明 若林理紗            | 平松政次 細貝沙羅                | 谷沢健一 遠藤玲子                   | 大矢明彦 堤友香                      | ※週替わり17                                   | 笘篠賢治 斉藤舞子18                     |
| 2015年4 | （担当者なし）2                           | 金村義明 若林理紗            | 平松政次 松村未央                | 谷沢健一 堤友香                     | 大矢明彦 山田幸美                    | 梅田淳 または 田中大貴                        | 笘篠賢治 小澤陽子19                     |
| 2016年4 | （担当者なし）2                           | 金村義明 内田嶺衣奈          | 谷沢健一 松村未央22              | 大矢明彦 堤友香20 山田幸美20        | 高木豊 稲村亜美                      | 梅田淳 または 福原直英                        | 平松政次21 久代萌美                     |
| 2017年4 | （担当者なし）2                           | 金村義明 松村未央 ↓ 堤友香27 | 大矢明彦 稲村亜美26              | 谷沢健一 堤友香20 山田幸美20        | 高木豊 小澤陽子                      | 梅田淳 または ※週替わり23                     | ※週替わり24 鈴木唯25                    |
| 2018年4 | ※週替わり31 衛藤美彩28                    | 高木豊 堤友香                | 野村弘樹 稲村亜美                | ※週替わり29 内田嶺衣奈30 小澤陽子30 | 大久保博元 山田幸美                  | 梅田淳 大村晟 松本秀夫                        | 岩本勉 久代萌美32 井上清華32 杉原千尋32 |
| 2019年4 | ※週替わり33 女性MC34                      | 野村弘樹 堤友香              | 真中満36 衛藤美彩                | 大久保博元37 稲村亜美               | 高木豊 山田幸美                      | 梅田淳 大村晟 酒主義久35                      | 岩本勉 杉原千尋                         |
| 2020年4 | フジテレビ男性アナウンサー 39・40・41・42 | 大久保博元 山田幸美          | 真中満 黒澤詩音                  | 高木豊 稲村亜美                     | 野村弘樹 柴田阿弥                    | 梅田淳 38・56・65 井森美幸 38・43・44・46・47 | 岩本勉 杉原千尋                         |
| 2021年4 | フジテレビ男性アナウンサー49              | 大久保博元48 柴田阿弥        | 真中満 山田幸美                  | 高木豊 黒澤詩音                     | 野村弘樹 稲村亜美45                  | 梅田淳 38・56・65 井森美幸 38・43・44・46・47 | 岩本勉 海老原優香54                     |
| 2022年4 | フジテレビ男性アナウンサー 51・53・55     | 大久保博元 山田幸美          | 野村弘樹52 袴田彩会              | 高木豊 稲村亜美                     | 真中満56 磯山さやか57 関田日向50・57 | 梅田淳 38・56・65 井森美幸 38・43・44・46・47 | 岩本勉 海老原優香54                     |
| 2023年4 | フジテレビ男性アナウンサー 60・61・62・63 | 谷繁元信58 海老原優香59・64  | 真中満 稲村亜美                  | 野村弘樹 袴田彩会                   | 高木豊 磯山さやか 山田幸美 50・78    | 梅田淳 38・56・65 井森美幸 38・43・44・46・47 | 岩本勉 遠藤玲子70                       |
| 2024年4 | 未定66・67・68・71・72・73・75            | 高木豊 海老原優香6974        | 真中満 稲村亜美                  | 野村弘樹 袴田彩会                   | 谷繁元信 磯山さやか 山田幸美 50・78  | 梅田淳 38・56・65 井森美幸 38・43・44・46・47 | 岩本勉 遠藤玲子70                       |
| 2025年4 | 未定                                      | 真中満 宮本真綾79            | 高木豊 稲村亜美                  | 野村弘樹 袴田彩会                   | 谷繁元信 磯山さやか 山田幸美 50・78  | 梅田淳 塚本恋乃葉76 井森美幸                  | 岩本勉 坂口智隆 遠藤玲子77              |
| - 1 土曜日のみとなるオフシーズンも担当。 - 2 交流戦や祝日等、月曜日に試合がある場合は別途定める。 - 3 2008年度のオフシーズンは放送がなかった。 - 4 2009年以後のシーズンオフ期間は毎週月曜23:00に初回生放送（以後随時1週間後まで再放送）される。試合解説者とアナウンサーはシーズン中の担当曜日に関係なく週替わり。 - 5 2011年7月11日まで。 - 6 2011年7月18日から。 - 7 2011年7月14日まで。 - 8 2011年7月21日から。 - 9 2011年7月15日まで。 - 10 2011年7月22日から。 - 11 オンシーズン中のみ。 - 12 形式上は司会者であるが、コメンタリー席での「ご意見番」（2013年度以後も日曜日を基本的に担当するが出演がない週もある） - 13 関根潤三が司会を担当する日の司会者席の進行役 - 14 『すぽると!』がF1中継の影響で20分に短縮された場合は高木豊が、『すぽると!』が30分フル放送される場合は高木が『すぽると!』優先となるため、主に大矢明彦が担当。 - 15 出産及び育児休暇のため2012年6月27日まで。 - 16 2012年7月4日から。 - 17 主に谷岡、酒主、木村拓也を中心に男性アナウンサー（まれに解説者1人であったり、他の曜日同様解説者+女性アナウンサーのコンビになる時もあった）が交替で担当。 - 18 報道番組担当の為、2014年9月7日をもって降板。これ以後の女性司会者は主に細貝と堤を中心に交替で担当。 - 19 2015年7月12日より正式にMCとなる（これ以前は細貝、久代、斉藤（舞）、戸部洋子らが週替わりで担当）。 - 20 交替で担当だったが、隔週MCだった堤友香が2017年7月18日から火曜日MCになった為、山田幸美が木曜日MCとなる。 - 21 不在時は笘篠賢治が担当。 - 22 他曜日キャスターに変更の場合有り。 - 23 2017年の土曜日はフジテレビアナウンサーが随時交替で担当。 - 24 2017年の日曜日は平松政次、田尾安志、齊藤明雄、笘篠賢治、池田親興、大久保博元らが交替で担当。 - 25 鈴木唯が不在の時は久代萌美が交替で出演。久代は2017年は月曜日も担当。 - 26 2017年の水曜日担当の稲村亜美が不在の場合は山田幸美が担当。 - 27 陣内智則と結婚したことに伴い、2017年7月11日をもって降板。それに伴い木曜日MCを隔週勤める堤友香が松村に代わり火曜日MCとして2017年7月18日から出演。 - 28 2018年4月30日からメインMCとして「乃木坂46」のメンバーである衛藤美彩が担当する。2019年3月31日で卒業し、2019年からはソロとして活動。2019年シーズンは水曜日メインMCとして毎週担当する。5月15日放送は舞台公演の為欠席し、日曜日MCの杉原千尋が代理でMCを担当した。 - 29 2018年の木曜日は平松、大矢、谷沢が交替で担当。 - 30 2018年の木曜日は内田嶺衣奈と小澤が交替で担当。 - 31 2018年の月曜日MCは交流戦代替試合や月曜日開催試合の時、交替で担当。 - 32 2018年の日曜日MCは7月1日までは久代が担当してたが、7月8日放送分から井上清華が担当し、7月29日放送分から杉原千尋も担当する。これに伴い久代はS-PARKのニュースキャスターに専念する為、卒業。井上は2018年のみ出演だったので卒業し、2019年の日曜日MCは杉原が現状担当している。杉原は2019年のシーズンオフは月曜日MCを担当する。 - 33 2019年の月曜日MCは解説者が代替試合や月曜開催試合の時、交替で担当。現段階では2018年シーズンに木曜日担当だったレジェンドトリオ(谷沢・平松・大矢)が交替でMCを務める。なお交流戦代替試合の6月17日と6月24日放送分は日曜日MCの岩本勉が担当する。 - 34 2019年の月曜日のサブMCはフジテレビ女性アナウンサーが交替で担当予定で内田が担当する。内田不在の時の6月17日と6月24日、内田自身夏休みの9月16日放送分は日曜日担当の杉原が担当する。2019年からシーズンオフも木曜日も放送が決まり木曜日MCと杉原がお休みの際には代理でMCを担当する。 - 35 2019年7月20日の放送は本来なら隔週で大村晟がMCだったが夏休みだった為、2017年にMC経験していた酒主義久が代理でMCを担当した。 - 36 2019年8月7日放送は水曜日MC真中満がU-12の代表監督に就任し、国際試合の為お休み。代理MCとして大矢が務める。 - 37 2019年8月1日放送は木曜日MC大久保博元が休養の為、笘篠賢治が務める。 - 38 2020年以降のシーズンの土曜日MCは梅田と井森美幸が基本隔週交替で担当する。 - 39 2020年6月22日放送分は特別編成として、清原和博がスペシャルゲストとして出演。MCは片岡篤史、解説には野村弘樹と立浪和義が出演（立浪はリモート）し、清原の2年後輩だった片岡・野村・立浪のPL学園トリオが勢揃いとなった。清原は約20分出演後、杉原がMCとして出演。 - 40 2020年9月7日放送分は笘篠賢治と杉原がMCとして出演。 - 41 2020年9月28日放送分と2020年11月9日放送分のMCは山田透が出演。 - 42 2020年12月7日放送分と12月14日放送分のMCは黒瀬翔生が出演。なお黒瀬は2021年シーズン中は月曜日MCとして出演。 - 43 2021年5月15日放送分は山田透がMCとして梅田淳の代わりに担当。 - 44 2021年5月28日放送分は立本信吾がMCとして梅田淳の代わりに担当。 - 45 2021年6月4日放送分と6月11日放送分は大矢明彦がMCとして野村弘樹の代わりに担当。 - 46 2021年6月12日放送分は師岡正雄がMCとして梅田淳の代わりに担当。 - 47 2021年9月4日放送分は垣花正がMCとして梅田淳の代わりに担当。 - 48 2021年9月7日放送分は大矢明彦がMCとして大久保博元の代わりに担当。そして2021年11月24日放送分は水曜日MC、真中満が地上波での中継出演だった為、急遽大矢が代理MCとして担当。 - 49 2021年のオフシーズンは主に大川立樹が主にMCとして担当する。 - 50 2022年シーズンの金曜日は磯山さやかと関田日向、2023年シーズンも金曜日は磯山と山田幸美が交替でサブMCとして出演する。 - 51 2022年シーズン中の月曜日は、フジテレビ男性アナウンサーが基本はMCとして担当するが、2022年6月27日放送分は、8年振りにアナウンサー復帰された、遠藤玲子が出演。 - 52 2022年8月17日放送分は笘篠賢治、8月24日放送分は大矢明彦が、それぞれMCとして野村弘樹の代わりに担当。 - 53 2022年8月29日放送は大川立樹がMCとして出演する。 - 54 2022年9月11日放送は海老原優香が夏休みの為、杉原千尋がMCとして出演する。 - 55 2022年9月12日放送は山田透がMCとして出演する。 - 56 2022年10月21日放送の『日本シリーズ直前SP』は、MCに土曜日MCの梅田淳が担当し、本来の金曜日MCの真中満は解説者側に回った。 - 57 2022年10月21日放送の『日本シリーズ直前SP』には出演しない。 - 58 2023年5月16日放送は谷繁元信がお休みの為、谷沢健一がMCとして出演する。 - 59 2023年5月30日放送は海老原優香がお休みの為、小澤陽子がMCとして出演する。 - 60 2023年6月5日と7月24日放送は遠藤玲子がMCとして出演する。 - 61 2023年6月19日放送は大矢明彦と袴田彩会がMCとして出演する。 - 62 2023年6月26日と7月10日放送は黒瀬翔生がMCとして出演する。 - 63 2023年7月17日放送は谷沢健一と海老原優香がMCとして出演する。 - 64 2023年7月25日放送は海老原優香がお休みの為、袴田彩会がMCとして出演する。 - 65 2023年10月27日（金）の日本シリーズ直前SPのMCを担当した。 - 66 主にCXアナウンサーが担当するとあるが、解説者や試合速報ナレーターを担当するフリーアナが参加する可能性もある。 - 67 2024年4月29日放送は館山昌平と袴田彩会がMCとして出演する。 - 68 2024年7月15日放送は立本信吾がMCとして出演する。 - 69 2024年7月30日放送は海老原優香がお休みの為、山田幸美がMCとして出演する。 - 70 2024年8月11日放送は岩本勉と遠藤玲子が休みの為、坂口智隆と山田幸美がMC。 - 71 2024年8月12日（山の日の振替休日）放送はフジテレビ男性アナウンサー1名でなく、真中満（水曜MC）と袴田彩会（木曜MC）がMCを担当した。 - 72 2024年9月2日（この日唯一「楽天vs.オリックス」が行われた）放送は坂口智隆と袴田彩会（木曜MC）がMCを担当した。 - 73 2024年9月23日（秋分の日の振替休日）放送は山本賢太（フジテレビアナウンサー）がМCを担当した。 - 74 2024年9月24日放送は海老原優香がお休みの為、宮本真綾がMCとして出演する。 - 75 2024年10月14日（スポーツの日・パ・リーグクライマックスシリーズファーストステージ第3戦「日本ハムvs.ロッテ」が行なわれた）放送は、山本賢太（フジテレビアナウンサー）がМCを担当した。 - 76 2025年シーズンは梅田淳の週に塚本恋乃葉が加わる。7月5日放送は塚本が休みで梅田淳の単独MC - 77 2025年シーズンの日曜日は岩本と坂口が週代わりでMC。遠藤は毎週出演。 - 78 磯山と山田は隔週 - 79 5月29日放送は宮本真綾がペイペイドーム取材と始球式担当のため休み。代役は稲村亜美 |                                           |                              |                                  |                                     |                                      |                                               |                                         |

##### キャスター変遷に関する補足
- 佐々木信也（地上波時代）、みのもんたの担当の頃には夏季休暇および体調不良による不在時の代役としてとんねるずが出演していた時期がある。
- 1990年4月：元巨人・高田繁の娘・高田雅代や女優・愛田夏希、ラジオパーソナリティの門脇知子らをリポーターとして起用（ - 1992年）。
- 1992年4月：明石家さんまがレギュラーで出演（ - 1993年3月、名前テロップは本名の「杉本高文」名義だった）。
- 1993年4月：F1担当として月曜日に古舘伊知郎、火曜日にはコメンテーターとして森末慎二がレギュラー出演（ - 1994年3月、途中から濱田典子・平松あゆみ両アナもコーナー担当として参加）。
- 1995年：阿部知代・奥寺健・富永美樹各アナがコーナー担当として参加（1996年まで）。
- 1997年4月：日曜版のプロ野球ニュースが一旦終了、とんねるず総合司会によるスポーツ情報番組「Grade-A」が日曜22時台で放送開始（ - 9月、同番組終了後、日曜版の放送を再開）。
- 1998年：藤村さおり・桜井堅一朗両アナがコーナー担当として参加（ - 2000年）。
- 2000年4月：月曜日にパンチョ伊東（PANCHO）、陣内貴美子がコメンテーター・コーナー担当としてレギュラー出演（ - 2001年3月、途中より森昭一郎・伊藤利尋・竹下陽平・西岡孝洋・相川梨絵・安藤幸代各アナもコーナー担当として参加）。
- 三宅は「感動ファクトリー・すぽると!」も続投。
- 2006年 - 2008年、2012年 -：月曜日に試合が行われた場合は、他の曜日のキャスターが担当する。交流戦期間中は2連戦一括り（2勤・1休が基本）となるため、試合日によっては月曜日以外でも本来の曜日と異なるシフトで司会を担当するメンバーもいる。
- 2007年まで、オフシーズンの放送は佐々木信也（佐々木不在時は福井謙二らが代役として出演する）が担当した。
- 2009年4月2日（2009年シーズン開幕前日）まで、佐々木信也は解説者としての出演ではなく、あくまでキャスターとしての出演であったが、2009年シーズンより解説者として当番組に出演することとなった。これに伴い、CS移行当初からプロ野球ニュースの公式ページには、メインキャスターとして佐々木信也の写真が掲載されていたが、2009年のシーズンからトップページの写真は渡辺和洋アナウンサーになった。
- 司会進行のアナウンサーについては、地上波の番組のキャスターの休演による代役など、やむをえない事情で参加できない場合には別のアナウンサーがキャスターの代行する日もある（土曜日の進行は男性アナウンサー1人のみであるが、その都合がつかない場合には解説者がそれを担当する日もある）。

#### 解説者（第2期・CS時代）
※●印は2025年現在の解説者。※出典広報ページ：プロ野球ニュース（フジテレビワンツーネクスト）※▲は2024年シーズン曜日MCとして兼任。
| - 江本孟紀●（かつては地上波時代とCS時代の初期に出演。テレビ愛知・ニッポン放送兼任。その他系列応援） - 平松政次●（tvk兼任） - 谷沢健一●（東海テレビ・J SPORTS兼任） - 大矢明彦●（ニッポン放送兼任） - 齋藤明雄●（tvk・J SPORTS兼任） - 田尾安志●（カンテレ・東海テレビ・仙台放送・テレビ愛知・J SPORTS・ニッポン放送兼任。その他系列応援） - 高木豊●▲（札幌テレビ・STVラジオ兼任） - 池田親興● (テレビ西日本・スポーツライブ+の解説も兼任) - 片岡篤史● (カンテレ兼任) - 谷繁元信●▲（tvk・メ～テレ・MBSラジオ・ニッポン放送・東海ラジオ兼任） - 真中満●▲（TBSチャンネル・ニッポン放送兼任） - 斎藤雅樹●（日本テレビ・J SPORTSゲスト兼任） - 達川光男●（テレビ新広島・J SPORTS兼任） - 五十嵐亮太● (日本テレビ・テレビ朝日・テレビ東京ゲスト・TBSチャンネル・ニッポン放送兼任） - 館山昌平● (仙台放送兼任) - 坂口智隆● (BS-TBS·TBSチャンネル・J SPORTS兼任) - 仁志敏久 - 大久保博元 - 関根潤三 - 佐々木信也 - 若松勉 - 加藤博一 - 尾花高夫 - 水野雄仁 - 豊田泰光 - 柴田勲 - 加藤初 - 松沼博久 - 土井淳 - 荒川博 - 八木沢荘六 - 金田正一（第1次ロッテ監督辞任直後の短期間のみ） - 大杉勝男 - 近藤和彦 - パンチョ伊東（「PANCHO」名義） - 別所毅彦 | - 河村保彦 - 新宅洋志 - 権藤博 - 鈴木孝政 - 藤波行雄 - 岡本伊三美 - 西本幸雄 - 吉田義男 - 米田哲也 - 加藤英司 - 村田辰美 - 大石大二郎 - 山本一義 - 植村義信 - 水谷実雄 - 大崎三男 - 星野伸之 | - 森永勝也 - 津田一男 - 宮寺勝利 - 若生忠男 - 関口清治 - 野口正明 - 島田誠 土橋以外は全員、CSに移行した2001年以後の出演。 - 笘篠賢治●（ミヤギテレビ・テレビ新広島・J SPORTS・文化放送兼任） - 岩本勉●▲（北海道放送・北海道テレビ・GAORA・文化放送兼任） - 野村弘樹●▲（tvk・J SPORTS・TBSチャンネル・ニッポン放送兼任。かつては「すぽると!」のレギュラー解説者を務めた） - 里崎智也●（ちばテレビ・テレビ東京・日テレNEWS24・ニッポン放送兼任) - 鳥谷敬● (日本テレビ·読売テレビ·MBSテレビ・MBSラジオ兼任。また、2024年4月より再開した「すぽると!」のレギュラー解説者も兼任する) - 平石洋介●（TBCテレビ・TBCラジオ・J SPORTS兼任） - 佐伯貴弘● (tvk・J SPORTS・TBSチャンネル兼任) - 今江敏晃● - 土橋正幸（1990年代半ばまでフジテレビ専属） - 弘田澄男 - 藤城和明 - 得津高宏 - 香田勲男 - 橋本清（J SPORTS解説者） - 山本昌（2016年に2回だけ出演。ラジオではニッポン放送・東海ラジオと専属契約。フジテレビ系列局では東海テレビを中心に出演） - 松本匡史 - 立浪和義 - 金村義明 - 阿波野秀幸 - 井端弘和 - 松中信彦 - 福留孝介 (2023年に数回出演) |

#### 主な試合結果報告アナウンサー（第2期・CS時代）
※●印は2023年シーズン現在の試合結果報告アナウンサー。
| - 岩佐徹（WOWOWを経てフリーに） - 松倉悦郎（退職、後に僧侶） - 陣内誠（後にスタジオアルタ代表取締役） - 野崎昌一（後にネクステップ執行役員） - 近藤雄介●（2014年5月8日に久しぶりに出演。2015年5月に定年退職し、現在フリー） - 福井謙二（定年退職、後にフリー） - 堺正幸（後にフリー） - 山中秀樹（後にフリー） - 向坂樹興●（2012年4月から20年ぶりに野球実況に復帰、2014年5月13日に23年ぶりに出演。2020年3月に定年退職し、現在フリー） - 川端健嗣（1985年頃担当、他部署に移動） - 吉沢孝明 - 青嶋達也（野球実況からは引退） - 松井みどり（後にフリー） - 桜井堅一朗（他部署に異動） - 岡田浩揮（後に報道センター） - 渡邉卓哉（他部署に異動） - 大川和彦（退職） - 田中亮介（元NHKアナウンサー、日本レースプロモーション（フォーミュラ・ニッポン運営母体）元社長、現：プロデューサー） - 八馬淳也（後に営業部） - 山田祐嗣（定年退職） - 盛山毅（後に共同テレビ顧問） - 三宅正治（野球実況からは引退） - 塩原恒夫 - 長坂哲夫（後に総務局） - 吉田伸男（後にフリー） - 奥寺健 - 平松あゆみ（後にフリー） - 福原直英 - 佐野瑞樹 - 森昭一郎 - 竹下陽平● - 藤村さおり - 西岡孝洋 - 長谷川豊（後にフリー） - 渡辺和洋 - 田中大貴（後にフリー） - 倉田大誠 - 田淵裕章● (2017年は土曜日MCを随時担当したが、2020年は月曜日MCを随時担当) - 小穴浩司（報道部に異動も2014年6月にアナウンス室復帰。2017年は土曜日MCを随時担当。後に広報局） - 中村光宏（現在『S-PARK』に出演） - 小野浩慈● (元ニッポン放送→フジテレビ。後にフリーアナウンサー。2019年8月17日放送に8年ぶりに復帰出演) - 松元真一郎●（元福島放送→中京テレビ→ニッポン放送→フジテレビ。後にフリーアナウンサー、ナレーター） - 福永一茂 - 立本信吾● (2021年から復帰。5月29日放送分ではMCとして担当する) - 鈴木芳彦● - 榎並大二郎 - 福井慶仁 - 谷岡慎一● - 酒主義久● (2017年は土曜日MCを随時担当。2021年5月1日放送分は梅田淳の代理でMCを担当する) - 木村拓也 - 大村晟 (2017年から土曜日MCを随時担当してたが、2018年・2019年は土曜日MCを梅田淳と交替で隔週で担当。2020年は月曜日MCを随時担当。後にニュース総局スポーツ局) - 内野泰輔（2022年7月にニュース総局・スポーツ局へ異動） - 上中勇樹 - 安宅晃樹● - 黒瀬翔生● (『S-PARK』日曜版にも出演。2020年12月7日放送分のMCを担当。2021年は月曜日MCを担当する) - 大川立樹● - 今湊敬樹● - 山本賢太● | - 松本暢章 - 杉本清（定年退職しフリー） - 塩田利幸（後にフリー） - 山本浩之（後にフリー） - 石巻ゆうすけ（野球実況からは引退） - 毛利八郎（後にスポーツ局長） - 梅田淳●（後にフリー・当初日曜日、土曜日MCを担当、2012年より再復帰。2015年以降は土曜日MCを随時（概ね月2回程度）で担当） - 岡林豊明（後にスポーツ部部長） - 馬場鉄志（定年退職しフリー、ただし関西テレビと番組出演契約を結びほぼ専属に近い） - 若田部克彦 - 出野徹之（後に大阪センチュリー交響楽団事務局長） - 吉村功（後にフリー） - 高井一（後に専門局長） - 磯野正典（後に金城学院大学教授） - 植木圭一（東京支社を経て2007年7月にアナウンス部長として復帰） - 新田紀典（定年退職） - 宗宮修一（後にWOWOW編成局・著作権考査部所属） - 稲葉寿美（後にフリー） - 森脇淳 - 斉藤誠征 - 小田島卓生 - 石原敬士（後にフリー）● - 松本京子（後にフリー、ショップチャンネルキャスト） - 神田康秋 - 矢野寛樹 - 佐藤幸弘 - 佐藤征一（定年退職） - 高橋幸平 - 川崎聡 - 田久保尚英 - 河野裕道 | - 栗村智（一時期フジ所属だったがその後ニッポン放送に復帰） - 宮田統樹 - 山内宏明 CS移行初期の頃はフジテレビアナウンサーの代わりに出ることがあった。 元文化放送アナ - 中田秀作● - 坂信一郎● - 飯塚治●(2022年から再出演) - 鈴木光裕 - 菅野詩朗 - 上野智広 - 扇一平 - 槇嶋範彦 - 寺島啓太● - 土井悠平 - 山田弥希寿● 元ニッポン放送アナ - 山田透●(2020年は一度だけ月曜日MCを担当し、2021年5月15日放送分に土曜日MCを担当) - 胡口和雄● - 師岡正雄● (その前は九州朝日放送アナ。2021年6月12日放送分は土曜日MCを担当) - 松本秀夫● - 垣花正● (2021年から出演。2021年9月4日放送分は土曜日MCを担当) その他の元放送局アナやフリーアナウンサー - 河路直樹● (元東海ラジオアナ) - 節丸裕一● - 河田浩兒● - 須藤悟● - 松岡俊道● - 横山和正● - 下田恒幸● (元仙台放送アナ) - 土屋和彦● - 関野浩之● - 小出朗（2022年から。元札幌テレビアナウンサー、2023年は「小出アキラ」と表示。）● - 広瀬修一● (2022年から。元仙台放送アナ) - 石井江奈 - 渡邊哲夫 - 荻島正己（元静岡放送アナ） - 小林達彦 - 庄司正樹 - 坪内千恵子 - 石黒新平 - 山田幸美（金曜MC） - 下嶋兄 (2024年8月12日から、タレント) |

## 放送時間・内容

### 地上波時代

#### 放送時間
第1期はプロ野球シーズン中のみ放送。
| 期間 | 期間      | 月曜・火曜                       | 水曜・木曜                       | 金曜                             | 土曜                         | 日曜                         |
| --- | --------- | -------------------------------- | -------------------------------- | -------------------------------- | ---------------------------- | ---------------------------- |
| 1961年 | 1961年    | 23:15 - 23:35（20分）1           | 23:15 - 23:35（20分）1           | 23:15 - 23:35（20分）1           | 23:15 - 23:35（20分）1       | 23:15 - 23:35（20分）1       |
| 1962年 | 1962年    | 23:15 - 23:35（20分）            | 23:15 - 23:35（20分）            | 23:15 - 23:35（20分）            | 23:30 - 23:50 （20分）       | 23:15 - 23:35 （20分）       |
| 1963年 | 1963年    | （不明）                         | （不明）                         | （不明）                         | （不明）                     | （不明）                     |
| 1964年 | 1964年    | 23:15 - 23:40 （25分）           | 23:15 - 23:35 （20分）           | 23:15 - 23:40 （25分）           | 23:30 - 不明                 | 23:15 - 23:40 （25分）       |
| 1965年 | 1965年    | 22:55 - 23:10（15分）            | 22:55 - 23:10（15分）            | 22:55 - 23:10（15分）            | 23:30 - 23:45 （15分）       | 22:55 - 23:10 （15分）       |
| 1965.10 | 1976.3    | （放送なし）                     | （放送なし）                     | （放送なし）                     | （放送なし）                 | （放送なし）                 |
| 1976.4 | 1977.3    | 23:10 - 23:40（30分）            | 23:10 - 23:40（30分）            | 23:10 - 23:40（30分）            | 24:00 - 24:30（30分）2       | 24:00 - 24:30（30分）2       |
| 1977.4 | 1980.3    | 23:15 - 23:50（35分）            | 23:15 - 23:50（35分）            | 23:15 - 23:50（35分）            | 24:00 - 24:35（35分）2       | 24:00 - 24:35（35分）2       |
| 1980.4 | 1983.3    | 23:15 - 24:00（45分）            | 23:15 - 24:00（45分）            | 23:15 - 24:00（45分）            | 23:40 - 24:25（45分）        | 23:40 - 24:25（45分）        |
| 1983.4 | 1987.3    | 23:15 - 24:10（55分）            | 23:15 - 24:10（55分）            | 23:15 - 24:10（55分）            | 23:40 - 24:35（55分）        | 23:40 - 24:35（55分）        |
| 1987.4 | 1988.3    | 23:10 - 23:50（40分）3→4         | 23:10 - 23:50（40分）3→4         | 23:10 - 23:50（40分）3→4         | 23:40 - 24:35（55分）3→4     | 23:40 - 24:35（55分）3→4     |
| 1988.4 | 1989.3    | 23:00 - 23:45（45分）5           | 23:00 - 23:45（45分）5           | 23:00 - 23:45（45分）5           | 23:45 - 24:45 （60分）5      | 23:45 - 24:45 （60分）5      |
| 1989.4 | 1990.3    | 23:00 - 23:45（45分）5           | 23:00 - 23:45（45分）5           | 23:00 - 23:45（45分）5           | 24:15 - 25:15 （60分）5      | 23:45 - 24:45 （60分）5      |
| 1990.4 | 1990.9    | 23:25 - 24:30（65分）            | 23:25 - 24:30（65分）            | 23:25 - 24:30（65分）            | 24:15 - 25:20 （65分）       | 23:45 - 24:50 （65分）       |
| 1990.10 | 1993.3    | 23:25 - 24:30（65分）            | 23:25 - 24:30（65分）            | 24:10 - 25:15 （65分）           | 24:15 - 25:20 （65分）       | 23:45 - 24:50 （65分）       |
| 1993.4 | 1994.3.31 | 23:30 - 24:35（65分）            | 23:30 - 24:35（65分）            | 24:15 - 25:20 （65分）           | 24:15 - 25:20 （65分）       | 23:45 - 24:50 （65分）       |
| 1994.4.1 | 1995.3.31 | 23:20頃 - 23:50頃（約30分） 6    | 23:20頃 - 23:50頃（約30分） 6    | 24:05頃 - 24:35頃 （約30分）6    | （『スポーツWAVE』内で放送） | （『スポーツWAVE』内で放送） |
| 1995.4.1 | 1997.3.30 | 23:20頃 - 23:50頃（約30分） 6    | 23:20頃 - 23:50頃（約30分） 6    | 24:05頃 - 24:35頃 （約30分）6    | 24:15 - 25:15 （60分）       | 23:45 - 24:45 （60分）       |
| 1997.3.31 | 1997.9.28 | 23:20頃 - 23:50頃（約30分） 6    | 23:20頃 - 23:50頃（約30分） 6    | 24:05頃 - 24:35頃 （約30分）6    | 24:15 - 25:15 （60分）       | （放送なし）                 |
| 1997.9.29 | 1998.10.4 | 23:20頃 - 23:50頃（約30分） 6    | 23:20頃 - 23:50頃（約30分） 6    | 24:05頃 - 24:35頃 （約30分）6    | 24:15 - 25:15 （60分）       | 23:45 - 24:45 （60分）       |
| 1998.10.5 | 1999.10.3 | 23:40頃 - 24:10頃 （約30分）6・7 | 23:40頃 - 24:10頃 （約30分）6・7 | 24:05頃 - 24:35頃 （約30分）6    | 24:15 - 25:15 （60分）       | 23:45 - 24:45 （60分）       |
| 1999.10.4 | 2000.4.2  | 23:40頃 - 24:10頃 （約30分）6・7 | 23:40頃 - 24:10頃 （約30分）6・7 | 24:10頃 - 24:40頃 （約30分）6・7 | 24:15 - 25:15 （60分）       | 23:45 - 24:45 （60分）       |
| 2000.4.3 | 2001.3.31 | 23:50 - 24:30 （40分）6          | 23:50 - 24:30 （40分）6          | 24:10 - 24:50 （40分）6          | 24:15 - 25:15 （60分）       | 23:45 - 24:45 （60分）       |
| - 1 火曜日 - 日曜日は『今日のプロ野球から』、月曜日は『プロ野球週刊展望』として放送。 - 2 週末は『中央競馬ダイジェスト』を放送したCXとKTVなど基幹局の一部以外の同時ネット局では20分先行裏送り放送され、上記各局はニアライブ放送だった。 - 3 『FNNニュース工場』に内包。 - 4 『FNN DATE LINE』に内包。 - 5 1988年4月から『ニュース最終版』（第2期）に内包。 - 6 『ニュースJAPAN』に内包。 - 7 重大なニュースが入った場合は『ニュースJAPAN』を優先するため放送時間が短縮する場合あり。 |           |                                  |                                  |                                  |                              |                              |

#### 主なネット局

##### ネット局
●は第1期をネット。
★は『11PM』のネット打ち切りに伴う放送開始。
☆は『EXテレビ』のネット打ち切りに伴う深夜帯放送開始。
| 放送局                                 | 放送対象地域          | 放送当時の系列           | 備考                                                                                            |
| -------------------------------------- | --------------------- | ------------------------ | ----------------------------------------------------------------------------------------------- |
| ●フジテレビジョン(CX) （基幹・制作局） | 関東広域圏            | FNS                      |                                                                                                 |
| 北海道文化放送(UHB)                    | 北海道                | FNS                      |                                                                                                 |
| 青森放送(RAB)                          | 青森県                | NNS/ANN→NNS              | 1981年6月29日 からの一時期のみ 翌日の早朝に放送                                                 |
| 岩手めんこいテレビ(mit)                | 岩手県                | FNS                      | 開局日の1991年4月1日から                                                                        |
| 仙台放送(OX)                           | 宮城県                | FNS                      |                                                                                                 |
| 秋田テレビ(AKT)                        | 秋田県                | FNS→FNS/ANN→FNS          |                                                                                                 |
| 山形テレビ(YTS)                        | 山形県                | FNS/ANN→FNS              | 1993年3月のネットチェンジまで 後にANN系列                                                       |
| さくらんぼテレビ(SAY)                  | 山形県                | FNS                      | 開局日の1997年4月1日から                                                                        |
| 福島テレビ(FTV)                        | 福島県                | JNN/FNS→FNS              |                                                                                                 |
| ★新潟総合テレビ(NST)                   | 新潟県                | FNS/ANN→FNS              | NNS脱退直前の1981年3月1日から 後のNST新潟総合テレビ                                             |
| 長野放送(NBS)                          | 長野県                | FNS                      |                                                                                                 |
| 山梨放送(YBS)                          | 山梨県                | NNS                      | 途中打ち切り                                                                                    |
| ★テレビ静岡(SUT)                       | 静岡県                | FNS                      |                                                                                                 |
| ●北日本放送(KNB)                       | 富山県                | （後のNNS）              | 1961年5月頃に放送 週1回（金曜 7:00 - 7:25）の放送                                               |
| 富山テレビ(BBT)                        | 富山県                | FNS                      |                                                                                                 |
| ●北陸放送（MRO）                       | 石川県                | JNN                      | 1963年4月に月曜 - 日曜 7:00 - 7:20に放送                                                        |
| 石川テレビ(ITC)                        | 石川県                | FNS                      |                                                                                                 |
| 福井テレビ(FTB)                        | 福井県                | FNS                      |                                                                                                 |
| ●東海テレビ(THK)                       | 中京広域圏            | FNS                      |                                                                                                 |
| ●関西テレビ(KTV)                       | 近畿広域圏            | FNS                      |                                                                                                 |
| 山陰中央テレビ(TSK)                    | 島根県・鳥取県        | FNS                      |                                                                                                 |
| 岡山放送(OHK)                          | 岡山県→岡山県・香川県 | FNS/ANN→FNS              | 1979年3月まで岡山県のみで放送                                                                   |
| 西日本放送(RNC)                        | 香川県                | NNS                      | 1979年3月まで時差ネット                                                                         |
| テレビ新広島(TSS)                      | 広島県                | FNS                      |                                                                                                 |
| ★山口放送(KRY)                         | 山口県                | NNS→NNS/ANN→NNS          | 1978年4月 - 1993年9月に時差ネット                                                               |
| ★四国放送(JRT)                         | 徳島県                | NNS                      | 1980年頃から 『ニュースJAPAN』内包に伴い打ち切り                                                |
| 愛媛放送(EBC)                          | 愛媛県                | FNS                      | 後のテレビ愛媛                                                                                  |
| ★高知放送(RKC)                         | 高知県                | NNS                      | 1980年代から 『ニュースJAPAN』内包に伴い打ち切り                                                |
| 高知さんさんテレビ(KSS)                | 高知県                | FNS                      | 開局日の1997年4月1日から                                                                        |
| ●九州朝日放送(KBC)                     | 福岡県                | （後のFNS/ANN）          | 1964年9月のネットチェンジまで 後にANN系列                                                       |
| ●テレビ西日本(TNC)                     | 福岡県                | FNS                      | 1964年10月のネットチェンジから                                                                  |
| サガテレビ(STS)                        | 佐賀県                | FNS                      |                                                                                                 |
| ★テレビ長崎(KTN)                       | 長崎県                | NNN/FNS→FNS              | 1982年3月29日から クロスネット時代は時差ネット                                                  |
| ★テレビ熊本(TKU)                       | 熊本県                | NNN/FNS/ANN →FNS/ANN→FNS | 1981年1月5日から クロスネット時代は時差ネット                                                   |
| ★テレビ宮崎(UMK)                       | 宮崎県                | NNN/FNS/ANN              | 1981年9月28日から時差ネット 『ニュースJAPAN』内包に伴い平日は打ち切り （1994年4月から週末のみ） |
| ☆鹿児島テレビ(KTS)                     | 鹿児島県              | NNS/FNS/ANN →NNS/FNS→FNS | 深夜の帯放送開始は 1992年3月30日から クロスネット時代は時差ネット                               |
| 沖縄テレビ(OTV)                        | 沖縄県                | FNS                      |                                                                                                 |

##### その他
- 一時期、冒頭の司会者挨拶のところでのタイトルの字幕の下に「FNN」の文字を入れていた時期がある。
- 福島テレビは、JNN（TBS系列）とのクロスネット局時代も、JNN協定適用番組の『JNNニュースデスク』、『JNNスポーツデスク』をネット受けせず、自社制作の『FTVニュース』と本番組を放送した[30]。
- 山口県では、JNNとのクロスネット局（のちにFNS脱退）であったテレビ山口が『JNNスポーツデスク』→『JNNスポーツチャンネル』をネットしていたため、日本テレビ系列の山口放送で番販放送していた。これは、テレビ山口でJNN排他協定適用番組が特番編成で繰り下がった場合に本番組を同時放送することが困難で、山口放送も『11PM』を低俗番組としてネット打ち切りを進め、後継番組として系列外ながら番販が成立したものである[31]。1980年4月の改編で日本テレビ『きょうの出来事』と放送時間が5分重複したことから、遅れネットの時間を調節するために放送番組を録画して数十分遅延で放送する装置を開発し、本番組では1980年10月2日から1983年7月1日までの2年8か月間運用された[注 30][32]。
- 大分県では当番組が放送されたことが一度もない。テレビ大分がスポーツニュースも日本テレビからネットしていることに加え、開局当初からネットの『11PM』が打ち切れず、遅れネットも深夜番組自体に消極的な地域であるため、最後まで放送が実現しなかったのが理由である。ただし、地域によっては周辺県のFNS系列局など[注 31] を受信できれば見ることができた。そのため、不定期で大分県内（主に新大分球場（当時。後の「別大興産スタジアム」））で公式戦・オープン戦が行われる場合は、テレビ大分からの裏送りで試合速報を放送することがあった。
- 宮崎県では、1994年3月にテレビ宮崎が平日の放送を打ち切った後も、周辺県のFNS系列局[注 32] を受信できれば見ることができた。この場合でも宮崎県内で試合が行われる、またはキャンプが行われる場合、放送がない曜日は裏送りをした。
- 1987年度は『FNNニュース工場』→『FNN DATE LINE』のワンコーナー（1988年・1989年度はコンプレックス枠の『FNNニュース最終版』の中の1番組だったが、実質的に独立）として放送されていた時代、日本テレビ系列の青森放送・山梨放送・山口放送・四国放送・高知放送と、クロスネット局で『きょうの出来事』をネットしていたテレビ長崎・テレビ宮崎・鹿児島テレビ（金曜日・土曜日のみ）は、本番組のパートのみネットしていた。その後1994年4月1日からの『ニュースJAPAN』内包時は、同番組ネット局のテレビ長崎[注 33]、鹿児島テレビ、週末のみの放送となるテレビ宮崎を除いてネットは打ち切られた[注 34]。
- 1997年3月9日深夜（3月10日未明）の放送は、河田町旧社屋から全系列局に向けて送られた最後の全国ネット・生放送の番組となった（河田町から放送された最後の番組はこの後の『中央競馬ダイジェスト』だが、一部系列局では放送されなかった。）。

#### 主なシーズンオフ企画
※全て地上波（第2期）時代のものとなっている。
※解説者が担当した企画もあり、後に他局のスポーツ番組のほとんどにもこの形式を採用している。
- ファン集合
- プロ野球戦後史
- カネやん（金田正一）招待席
- わがふるさと（1976年 - 1989年）
現役プロ野球選手が毎回1名自らの故郷を訪問、人生のルーツを見つめ、家族や地元の人々と触れ合う人間ドキュメンタリー。落合博満（秋田県出身、ロッテオリオンズ（出演当時））、中畑清（福島県出身、読売ジャイアンツ（同））、池山隆寛（兵庫県出身、ヤクルトスワローズ（同））らが出演した。1977年に大杉勝男（岡山県出身、ヤクルト（出演当時））が手紙を読みながら号泣した。初期はフイルムで製作されていた。
- アラさんのバッティング談義
- トヨさんの家庭訪問
- 異色対談
1979年、1980年オフに放送された対談企画で、現役プロ野球選手と全く分野の異なる人物が毎回1組対談を行った。主な対談として、村田兆治（ロッテオリオンズ、出演当時）×植村直己（登山家・冒険家）、などがあった。
- 憧れ対談
1981年。前年までの異色対談をリニューアルしたもの。
- 木曜スペシャル→ザ・スペシャル
- クイズなるほど!ザ・ベースボール（→クイズまとめてホームラン!）
- 12球団クイズトーナメント
12球団1チームごとに選手3名+女性タレント1名でチームを編成し、野球と同じ9回方式でクイズを行う。司会は桂三枝（現：六代目桂文枝）（「なるほど」のみ）、みのもんた、陣内誠（フジテレビアナウンサー、当時）、大島智子らが務めた。「なるほど」のエンディングテーマはアニメ『GO!レスラー軍団』に使用されたBGM「逆転勝利」より流用。
- 特別出前表彰式
1987年オフ。その年のシーズンに貢献した人物（選手、監督、コーチなど）を勝手に表彰する企画。表彰された人物の家を訪れ、即席で表彰式を行う[注 35]。当時新人アナウンサーだった中井美穂がリポーターを務めた。
- 西本幸雄の水戸黄門
1987年オフに放送。関西テレビ製作。西本が水戸光圀を、山田久志が助さん、福本豊が格さんを演じ、かつて（1962年 - 1973年）西本が監督を務めていた阪急ブレーブスのスター選手も総出演した。撮影も東映京都撮影所で行われ、企画コーナーとは思えないほどの本格的な時代劇であった。2021年12月4日20:45 - 21:15、2022年9月18日13:30 - 14:00、9月28日（9月29日）24:30（0:30） - 25:00（1:00）にスカパーの「時代劇専門チャンネル」にて再放送が行われた。
この他のキャストは以下の通り。
  - 悪代官：米田哲也
  - やくざの親分：山本一義
  - 用心棒：加藤英司
  - 大工・関松：関口朋幸
  - 関松の恋人・お理恵：寺田理恵子（当時フジテレビアナウンサー）
  - 浮世絵師・凡斎：高岡凡太郎
  - 凡斎の恋人・お映：高橋靖子（ミス映画村）
  - やくざのゾンビ：山森雅文
  - やくざのアパッチ：阿波地大輔（東映剣会）
  - 語り：杉本清（当時関西テレビアナウンサー）
- 思い出のベストプレー
シーズンの戦いを終えたプロ野球選手が出演し、その年の思い出のベストプレーを厳選して紹介する。
- バットマンズが行く（→バットマン2）
番組解説者による草野球チーム「バットマンズ」が日本全国のチームと出前試合を行う。
- THREE CHEARS 〜プロ野球本格的真価論〜
番組解説者をはじめとする野球評論家、野球好きの文化人、芸能人らが出演し、自らの視点でプロ野球に対して提言する。
- プロ野球アンコールシアター（→プロ野球プレビューシアター）
1988年オフ。河野景子（フジテレビアナウンサー、当時）が司会を務めた。
- 久美子とめぐみのハッピートーク
- TALK SHOWER→金曜TASTY CLUB→中井写真館
若手プロ野球選手がゲスト出演するトーク企画。中井と桜沢エリカ（漫画家）がコンビでMCを務めた（中井写真館を除く）。
- フラッシュバックTHIS WEEK
1988年オフに日曜に放送された、1週間を振り返る企画。落語家の桂三木助がキャスターを務めた。1991年オフにも月曜日に同一コンセプトの企画が放送された（この時は野崎らが進行を務め、リビングルームに炬燵を置いたセットで行った）。
- ゴルフミックスダブルス
現役プロ野球選手と女子プロゴルファーが1組ずつペアを組み、2組でゴルフ対決を行う。コースには川奈ホテルゴルフコースが使用された[注 36]。
- 一枚の写真（1989年1月）
現役プロ野球選手が思い出の写真を一枚紹介する。
- エキサイトライブ・ザ・講演!
1989年オフに放送。毎回、ゲストが1名、自らテーマを持ち込み、プロ野球をテーマにして講演を行う。上岡龍太郎が出演した回では「私は巨人が嫌いだ」をテーマに講演を行った。
- プロ野球DA-DA-DA!
1989年オフに放送。毎回、野球人や文化人、芸能人らがスタジオに集結し、プロ野球について討論を行う。討論ゲストとして舛添要一、ヨネスケらが出演した。1990年の『ナイター中継'90』で中継した試合が早く終了した際にも穴埋め番組として1回だけ放送されたことがある。
- クイズ・プロ野球ただいま授業中!
これまでのオフのクイズ企画を一新、学校の教室を模したセットでクイズを行う。学級委員長は中井[注 37]、アロハシャツ姿の問題生徒役は米田哲也が務め、ゲストには12球団チーム2組が毎回出演していた。学園の創設者の設定として西本幸雄の銅像も作られた。
- プロ野球ニュース Count Down 5
1990年オフに放送。当時平日深夜に放送されていたミニ番組『OIOI PERSONAL COUNTDOWN Ten』[注 38] のプロ野球ニュース版で、現役プロ野球選手が各1名登場し、自らセレクトしたテーマに沿ってお気に入りのベスト5を紹介する。
- カモと苦手
- 博一・直美の 今夜もチャチャチャ（→今夜はピンポン）
- 博一・兄やんの今夜もイキますイカせます
- 土井淳のルーキー診断
- さんまのクリスマスクイズショー（1992年12月21日 - 12月27日（12月26日深夜））
明石家さんま司会による週通しクイズ企画。5日間それぞれ異なる分野による大会を実施、最終日で決勝大会が行われた[注 39]。各曜日ともサンタクロースに扮したパンチョ伊東が登場して「サンタDeパンチョ!」というスペシャルクイズも出題された[注 40]。総合優勝は木曜日の「芸能人大会」で優勝のダンカンだった。[注 41]

など

### CS時代

#### 2023年現在の放送時間・内容

##### 放送時間
フジテレビONE（スポーツ・バラエティー）

野球シーズン中
- 初回放送(生放送) 月曜 - 日曜23:00 - 24:00
- 再放送 月曜 - 日曜25:00 - 26:00[注 42]、6:00 - 7:00[注 43]、12:10 - 13:10、16:30 - 17:30[注 44]（編成の都合上、放送時間が前後したり放送休止[注 45]になることがある[注 46]）
  - 月曜日など、プロ野球の試合予定がない日は前日分を再放送、あるいは放送休止となる。
  - フジテレビONEの野球中継（『SWALLOWS BASEBALL L!VE』など）が23時以降も続いた場合もスタジオから放送を始め、中継が終わり次第飛び乗りで放送する（画面上部に「野球中継延長のためプロ野球ニュースを途中からお送りします」との字幕を出す）。このため完全版は再放送で対応するが、初回放送の前枠が『SWALLOWS BASEBALL L!VE』になる場合は25:00と6:00、それに16:50からの再放送になる（翌日12:10からの放送は同番組のノーカット再放送であるため）。
- 原則としてペナントレース開幕日（両リーグの開幕時期がずれる場合は、最も早いリーグの開幕日）から帯放送を開始し、当該年度の日本シリーズ終了日まで放送する。（ただし、ポストシーズンは所定の日程までに決着が付いて残りの開催予定日に試合が組まれなかった場合は、その最終日翌日に最終日当日の番組を再放送する場合もあるが、再放送番組で代替する）
- プロ野球ドラフト会議当日（通常は10月中‐下旬）には「ドラフト会議スペシャル」、日本選手権シリーズ第1回戦前日には「日本シリーズ直前スペシャル」をそれぞれ生放送する。

野球シーズンオフ
- 日本シリーズ終了後（概ね、最終戦開催から1週間程度の間隔を入れて）から翌シーズン開幕前まで
- 初回放送（生放送）毎週月曜23:00 - 24:00
- 随時再放送
- 年末年始は除く（年末最終放送の「シーズン大反省会3時間スペシャル」は月曜日に非ず。この間春の高校バレー全試合中継他を放送。概ね1月第2月曜日=成人の日に再開）
- オフシーズンでは主に、選手が球団の管理に拘束されない12月・1月を中心として、活躍選手をゲストに招いてのトークを放送することが多く、一部の放送日では初回放送当日の夕方から夜に撮って出し（疑似生放送形式）で収録したものを放送することがある。

##### 放送内容
- 試合詳報・「Zoom Upゲーム」
その日のプロ野球全試合を解説。そのうちセ・パそれぞれ1試合を、交流戦時は全試合の中から2試合を「Zoom upゲーム」と題した特集コーナーとして、解説者が詳細に解説するが、まれに優勝争いに絡んだ試合を軸としてセ2試合かパ2試合の場合もあったり（その場合一方のリーグはなし）、解説者を1人増員して3試合「Zoom upゲーム」を行う場合がある。まれに当日の試合数が少ない場合にあり、例として2017年9月21日初回放送の回では、パ・リーグからクライマックスシリーズ出場に影響する「西武対ロッテ」と「楽天対オリックス」の2試合を当日のコメンタリーである野村（前者）、池田（後者）が伝えたのち、この日唯一のセ・リーグのカードである「広島対阪神」をMCの谷沢が伝えた。極端の試合数が少ない日（特にあらかじめ1試合しか組まれていない日や雨天中止により予備日が生じた場合〈セ・パ交流戦の末期、シーズン後期の消化試合他〉）である場合でも1試合につき解説者2名で「Zoom upゲーム」をする場合もある。
試合の速報映像を終えると、「Zoom upゲーム」で取り上げた試合は、その試合結果を伝えた解説者・アナウンサーで試合のポイントを解説し、その後他の解説者、キャスター全員でさらに質疑応答を行う（質疑応答はそれ以外の試合でも映像を終えてからすぐに行う）。
試合解説には原稿（放送用台本）がなく、アナウンサーが試合を見ながらスコアブックをつけてポイントをまとめ、ハイライト映像に合わせて生ナレーションで解説を行う[33]。
2017年6月24日初回放送の「広島対阪神」のように、一度試合開催されつつも試合不成立（雨天ノーゲーム）だった試合を「Zoom UPゲーム」として取り上げた場合もある。
2020年の放送については上述参照。
- 今日のファインプレー、Play of The Day
その日の全試合の中からファインプレーを紹介。さらに厳選したプレーをPlay of the Dayとして紹介するが、まれに1人で複数回もしくはダブルプレーなどで複数人の場合がある。2021年6月14日の「広島VS埼玉西武」では、ホームランが出なかった事から、「Play of The Day」の後に、「プロ野球ニュース 解説者のエキサイティングプレー」を「今日のファインプレー」のフォーマットで放送した。
- 今日のホームラン
ジェームス・ラストバンド「バイブレーション」がテーマソング。コーナーオープニングの画面は第2期時代のものをそのまま使用。映し出される球場は、全試合がナイターである場合は横浜スタジアム、デーゲーム開催（薄暮含む）が1試合でも開催時はドームの屋根が敷設される前の西武ライオンズ球場（後の西武ドーム）。2011年度の放送から、「16:9」の画面サイズに編集されたものが流れている。番組の内容によっては、通常バージョンに加え、同じフォーマットで、特別バージョン[注 47] を放送する場合がある。
- 試合数が極端に少ない場合には、余りの時間に企画コーナー（2012年度は後述の日替わりコーナーがあった）を放送するか、番組自体の放送時間帯を削減する場合がある。削減する場合は、今後のフジテレビONEで放送される予定の番組案内に差し替えられる。
- 「今日のファインプレー」「Play of The Day」「今日のホームラン」における共通事項として、千葉ロッテマリーンズ主催試合で、マリンフェスタ開催時は選手テロップがあだ名に差し替えられる[注 48]。
- キャスターコーナー（2012年度）
  - 未来のエースを探せ!（平松）

ルーキー（若手）の投手を取り上げ、　今後「エース」と呼ばれるチームの代表的な戦力になるであろうルーキーを解説する。いわば注目ルーキー紹介コーナーといえる。
  - 金村の5分（金村）
金村が最近のプロ野球の話題で気になったことを5分間の制限時間内で話す。
  - 谷沢・舞子のいちおし打ー!（谷沢・斉藤）
打者にスポットを当てる。谷沢と斉藤がそれぞれ最近の試合のなかで今後注目される打者を1人ずつ挙げて解説。
  - 大矢の配給分析（大矢）
放送された試合の中から、勝敗を決めたプレーについて、捕手経験者・大矢の視点で分析する。
  - 細貝沙羅のハートフルタイム（細貝）

金曜日の開催試合が少ない時に放送される。細貝が特に注目する若手選手へ直撃インタビューを試みる。
  - 野球マスターへの道（谷岡）
毎回ある野球にまつわるテーマにそった薀蓄を紹介して、谷岡や視聴者に野球通になってもらう。

2013年以後は日替わりコーナー的なものは放送されていないが、試合数が少ない日は、臨時でコーナーを設ける場合がある。日替わりコーナーがあったときでも野球に関わる話題（訃報など）で内容を変更した場合、レギュラーコーナーが試合解説と今日のホームランだけしかしない場合もあった。
- オフシーズンは、主に1週間のプロ野球界をめぐるさまざまな話題・トピックスを紹介しながら、それらについて解説者・MCでの質疑応答を行う他、シーズンオフの選手をゲストに迎えて選手のそのシーズン中の活躍について振り返ったり、過去の名選手が出演した地上波時代のプロ野球ニュースの秘蔵映像を振り返る企画もある。
- 2013年度はオフシーズンに「プロ野球ニュース2013アーカイブス」と題し、シーズン中のレギュラー放送の中から、特に印象に残った試合・選手らに焦点を当てた特集番組を放送する。

2013アーカイブステーマ一覧
1. 2000本安打特集（中村紀洋、谷繁元信、井口資仁）
2. 読売ジャイアンツ特集
3. 田中将大特集

過去
- 野球力（「やきゅうぢから」と読む、日曜日 - 金曜日）・サタデーナイトライブ（土曜日）
毎回男性キャスターを中心にひとつの話題を取り上げて、解説陣の意見を交えながら解説する。「サタデーナイトライブ」のコールは司会の梅田淳のもの(録音)。進行によっては省略される場合もある。
- サムライ魂
女性キャスターが、「サムライ魂」を感じた選手やプレーを紹介。以前はコーナーの頭には横にあるCCDカメラに目線を送るのが恒例だった。

#### 過去の放送時間・内容

##### 2008年
- 放送 月曜 - 日曜23:00 - 23:50
- 再放送 月曜 - 日曜25:00 - 25:50、6:00 - 6:50、11:00 - 11:50
  - 編成の都合で23:00の放送が無く、25:00の放送が本編の放送となる場合がある。再放送の時間も変更される場合がある。
  - 2008年8月30日の放送は、海外サッカー「ブンデスリーガ 08/09シーズン 第3節」中継があり、24:40から開始となった。
- プロ野球の試合予定がない日は前日分を再放送、あるいは放送休止となる（プロ野球の試合があっても、編成の関係で再放送を行わない日もある）。
- 番組内容は2007年オンシーズンとあまり変わっていないが、番組の最後のコーナーが「延長戦」に変わり、この日担当したキャスターと解説者でフリートークを展開する。
- 2008年は日本シリーズの最終日（11月9日）をもって終了し、年内はオフシーズンのレギュラー放送を行わない。12月21日に2008年シーズンの総集編を生放送（20:30 - 23:30）し（年末恒例の「今日のホームラン全部見せます」スペシャルについても放送なし）、2009年1月からは月2回の放送となる。

##### 2007年オフシーズン
- 初回放送 日曜23:00 - 23:50
- 再放送 月曜6:00 - 6:50、23:00 - 23:50

##### 2007年
- 初回放送 月曜 - 日曜23:00 - 23:50
- 再放送 月曜 - 日曜25:00 - 25:50、6:00 - 6:50・11:00 - 11:50
  - プロ野球の試合予定がない日は前日分を再放送あるいは放送休止となる（プロ野球の試合があっても、編成の関係で再放送の行わない日もある）。

番組内容
試合解説
その日行われたプロ野球全試合を伝えるが、このうち2試合（通常セ・パ1試合ずつ）は「Zoom Up!」ゲームとして解説者とともに詳細に伝える（冒頭、短い音楽に合わせてスタジオ端のカメラが解説者の顔にズームアップしていく場面があるが、ほとんどの解説者がカメラに目線を合わせない中、岩本勉のみカメラ目線でいろいろな表情をするため、その時だけ笑いが起こる時がある）。
メジャーリーグ情報
その日行われた日本人メジャーリーグ選手の情報。
今日のホームラン
おれの一面!（平日）/信也の一面!（週末）
その日行われたプロ野球の中からキャスターが選んだプレーをリプレイする。前年までの「Play of the Day」をリニューアル。
信也の深夜トーク（土曜日のみ）
佐々木信也が日頃考えているテーマを基に、当日出演の解説者達とトーク。オフシーズンはこのコーナーが主流。
Yomoyama USA（日曜日のみ）
メジャーリーグ一週間の総決算。『アメリカ横断ウルトラクイズ』のような帽子を被り、「よもやま」と描かれた縦縞のユニフォームを着たアナウンサーが1人で、ハイテンションで進行する。2006年オフシーズンに放送された「球界よもやま話」をリニューアル。

##### 2006年オフシーズン
- 初回放送 土曜23:00 - 23:50
- 再放送 日曜1:00 - 1:50、6:00 - 6:50、11:00 - 11:50、月曜6:00 - 6:50

##### 2006年まで
- 初回放送 月曜 - 日曜23:00 - 23:50
- 再放送 月曜 - 日曜25:00 - 25:50、日曜 - 金曜 6:00 - 6:50・15:00 - 15:50
- 再々放送 土曜6:00 - 11:50 （前週土曜日から金曜日までの放送分を連続して放送する）
  - プロ野球の試合予定がない日は前日分を再放送あるいは放送休止となる。

### 番組テーマ曲（地上波時代）
オープニング曲（第1期・第2期の1976年 - 1985年10月使用）
- ライツアウト（Lights Out March 作曲: Earl.E.McCoy）

オープニング曲（1985年11月 - 1996年12月使用）
- フジテレビ・スポーツテーマ（作曲：新田一郎）

番組内挿入曲（1976年 - 1986年使用?　オープニング・エンディング）
- 映画『甘い生活』より『キャデラック』（Cadillac）（フェデリコ・フェリーニ監督の映画・作曲：ニーノ・ロータ）
2012年以後のCS版においてはオープニング曲となっているが若干アレンジされている。

CM前のブリッジBGM
- It Doesn't Matter（スパイロ・ジャイラ）

「今日のホームラン」の歴代BGM
- ジェームス・ラストの「Vibrations」
- OVA『ザ・超女』のサントラ版（演奏The Tops）より
- 北海道シンフォニー第3部「スノー・カーニバル」（1986年度、作曲と演奏:レイモン・ルフェーブル）
- Bill Bergmanの「The Night Begins」（1987年度）
- 渡辺俊幸の「今日のホームラン」（1990年頃から1994年まで・本番組のために制作された楽曲）

「今日のファインプレー」の歴代BGM
- テレビアニメ『月面兎兵器ミーナ』のサントラより「キャロットウェポン」（2017年まで）
- テレビアニメ『デート・ア・ライブ』のサントラより「Dead or Alive」（2018年以降）

「Play of the day」の歴代BGM
- テレビアニメ『Free!』のサントラより「Diving & Spray」（2017年まで）

以下はイメージソング。
- ocean（DIAMOND☆YUKAI）：1993年
- Dynamite（KIX・S）：1996年4月 - 9月
- flower（L'Arc〜en〜Ciel）[注 49]：1996年10月 - 1997年3月
- born in japan（TUBE）：1997年4月 - 1997年9月
- Hands（シャ乱Q）：1997年10月 - 1998年3月
- Dreams（SIAM SHADE）：1998年4月 - 9月
- MIND GAMES（ZARD）：1998年10月 - 1999年3月
- DO IT（HOUND DOG）：1999年4月 - 2000年3月
- SUNRISE日本（嵐）：2000年4月 - 12月（『プロ野球ニュース2000』時代）
- 〜dandelion〜（相川七瀬）[注 50]：2001年1月 - 3月

## 派生番組・商品など

### 関連番組

#### 地上波時代（第2期）

##### 再放送と「朝のプロ野球ニュース」
それ以前にも早朝の放送開始前後（5時 - 6時台）に前日分の再放送（日曜 - 木曜分のみ）が実施されていた他、当時多かったクロスネット局や系列外ネット局の一部には早朝の再放送を本放送扱いにしたものがあるが、1986年4月 - 1988年頃?には、同番組の30分ダイジェストバージョンとして、「朝のプロ野球ニュース」（あさのプロやきゅうニュース）（午前6:00 - 6:29、5:45 - 6:30等、フジ、東海テレビ、関西テレビ以外に、北海道文化放送等一部の地方局でも一時期放送されていた。実質上はFNS系でも放送されなかった局が多い）が放送されていた。一時期は最後だけ佐々木が「いってらっしゃ〜い!」というシーンに差し替えられていた。
関西テレビは1980年11月から、早朝のローカルニュースワイド番組『ザ・モーニング630』の放送を開始したのに伴い、この番組単独での再放送は廃止となったが、左記番組のスポーツコーナーで、当番組で放送された試合の解説をそのまま二次利用していた。
前夜のVTRをそのまま放送するので、スポンサー名を隠すように「スポーツ紙のテレビ版 プロ野球ニュースをお楽しみに!!」という差し替え画面もあった。

##### 朝イチ!プロ野球News
1993年7月1日 - 9月30日の3か月間にわたって、『FNN おはよう!サンライズ』の前の、平日朝5:55 - 6:30に放送された。
朝の時間帯で苦戦していたフジテレビが、1993年3月の『モーニングLIVE』終了後に中断していた早朝の情報番組を復活するにあたっての実験的な番組と見られる。『オルトレ・イ・チンクワンタ』の放送開始に伴って終了した。
『プロ野球ニュース』解説者のうち1人と、女性アナウンサー（担当者不明、月曜日は八木亜希子が担当）のコンビがキャスターを務め、前夜に録画されたものを放送していた。

#### プロ野球ニュース19XX
- フジテレビONEで不定期に放送される他、J SPORTSのプロ野球中継が雨で中止となったときの予備番組としても放送される場合があった。
- 過去に『プロ野球ニュース』で放送したVTRから名場面を放送したり、シーズン終了後にはシーズンを総括する企画も放送される。

#### CS時代

##### 年末年始の特別企画
- 年末年始には、フジテレビONEでプロ野球ニュースの特別番組が放送されている。
- 番組内の企画「Play of the Day」「今日のホームラン」を1年分まとめて放送する番組は毎年放送されている。
- 両リーグの覇者の日本シリーズまでの全試合のダイジェストをまとめた番組も中断をはさみながらほぼ一日かけて放送される。
- 2009年のシーズンオフからは、プロ野球ニュースのセット・出演者にゲストを迎えた形で野球界の裏話を語る「プロ野球ここだけの話」が放送されている。

##### プロ野球ニュースで綴る プロ野球黄金時代
2014年9月から2015年3月までの15回にわたり、フジテレビONEで放送を開始するアーカイブス番組「スポーツ番組黄金伝説」シリーズの一つ。地上波で放送された26年の歴史を中心軸に紐解き、番組のアーカイブとして残されているさまざまな選手、名勝負、「プロ野球ニュース」のオフシーズン特集企画などについて、ナビゲーターの福井謙二の解説を交えて振り返る。
エンディングの「今日のホームラン」のコーナーもあり、過去のプロ野球記録として残るホームランを毎回テーマを決めて特集している。番組が開始された1970年代後半以後のライブラリーに保存されている物をピックアップしているため、全員をフォローできないものが多い。BGMは著作権の都合からオリジナルの「Vibrations」ではなく、別のものに差し替えられている。
同番組はベースボール・マガジン社と共同企画により、12月から月刊（毎月2日頃）で発売している「DVDマガジン　プロ野球ニュースで綴る プロ野球黄金時代」と連動したもので、同番組で取り上げたテーマのDVDとそのテーマに関連した「週刊ベースボール特別版」をセットにして出版するメディアミックス企画となっている。DVDは放送で紹介されなかった貴重な映像を「特典映像」として収録している。
取り上げたテーマ
| 放送回 | テーマ名                           | 備考 | 今日のホームラン |
| ------ | ---------------------------------- | --- | --- |
| 1      | 「ザ・長嶋茂雄」                   | 主に現役時代、第2期監督時代（1993年 - 2001年）を特集 （DVD特典）長嶋の大リーグキャンプ取材リポート | 長嶋の主要ホームラン集 （天覧試合サヨナラホームラン、200号、250号、2000試合出場試合でのサヨナラホームラン、1970年 - 1974年の5年連続開幕戦ホームラン）                                                                                              |
| 2      | 「昭和球場物語その1」              | 旧広島市民球場 川崎球場 明治神宮野球場 （DVD特典）平和台野球場 | 4打数連続ホームラン （過去18人が達成しているが、このうちの8人=松原誠、ランディ・バース、ラルフ・ブライアント、ロッド・アレン、DJ、ナイジェル・ウィルソン、古田敦也、ウラディミール・バレンティン）                                                 |
| 3      | 「息詰まるこの一戦」               | （1991年の名勝負選） 4月・大洋対巨人 5月・ヤクルト対巨人 9月・西武対近鉄 （DVD特典）4月・巨人対中日開幕戦 | プロ初打席・初球打ちホームラン （過去8人達成しているうちの6人=森厚三、ドン・シュルジー、福留宏紀、森章剛、加藤翔平、西浦直亨） |
| 4      | 「昭和球場物語その2」              | （関西の球場集） 阪神甲子園球場 藤井寺球場 大阪スタヂアム （DVD特典）阪急西宮球場 | 代打逆転満塁サヨナラホームラン （15人達成しているうちの10人=広野功、岩下正明、柳原隆弘、藤田浩雅、グレン・デービス、広永益隆、北川博敏、藤井康雄、小田嶋正邦、長野久義）                                                                           |
| 5      | 「運命のドラフト会議」             | 1985年・清原和博、桑田真澄 1989年・野茂英雄、元木大介ら 読売ジャイアンツのドラフト1位史 スカウトマンのドラフトへの日々 福井が「運命のドラフト」と推す1978年・木田勇の広島ドラフト1位指名拒否 | 初回先頭打者ランニングホームラン （過去8人達成しているうちの5人=飯田哲也、松井稼頭央、坪井智哉、宮地克彦、荻野貴司） |
| 6      | 「日本シリーズ名勝負列伝」         | 1992年の日本シリーズ「西武対ヤクルト」 日本シリーズ奇跡の逆転優勝（1958年「西鉄対巨人」、1986年「西武対広島」、1989年「巨人対近鉄」） 2001年の日本シリーズ「ヤクルト対近鉄」 （DVD特典）1991年「西武対広島」 | 連続試合ホームラン （過去2人、王貞治とランディ・バースが7試合連続を達成しているが、このうちバースのみ取り上げた） |
| 7      | 「人生を変えたこの一球」           | 田尾安志（1982年「大洋対中日」優勝決定戦での4打席連続敬遠四球） 平松政次（1968年「大洋対巨人」平松の巨人への憧れを断ち切り、「巨人キラー」となるきっかけとなった長嶋茂雄へのホームラン） 高木豊（1981年「巨人対大洋」江川卓からの初ホームラン） 水野雄仁（1994年「中日対巨人」優勝決定試合でのリリーフ登板） 村田辰美（1979年「近鉄対南海」前期1位〈ステージ優勝〉決定試合 関西テレビ放送製作） 鈴木孝政（1982年「大洋対中日」リリーフ失格の烙印を押され、先発に転向する決意を示した長崎慶一への逆転満塁サヨナラホームラン 東海テレビ放送製作） （DVD特典）加藤博一（書きかけです） ※上記人物はいずれも『プロ野球ニュース』、並びにFNS/FNN系列プロ野球中継の解説に携わっていた人物（うち、田尾、平松、高木、鈴木は現役解説者である） | プロ初打席と最終打席をホームランで飾った選手 （過去に小野公誠のみが達成） |
| 8      | 「わが故郷その1」                  | （巨人軍選手特集〈片岡を除く〉） 松本匡史（西宮市） 篠塚利夫（和典）（銚子市） 定岡正二（鹿児島市） 片岡篤史（京都府久美浜町） | ドーム球場の認定ホームラン （過去6人のすべて=ラルフ・ブライアント、中村紀洋、アレックス・カブレラ、トニ・ブランコ、フリオ・ズレータ、村田修一） |
| 9      | 「昭和球場物語その3」              | （関東の球場集〈ナゴヤ球場を除く〉） 後楽園球場 西武ライオンズ球場 横浜スタジアム （DVD特典）ナゴヤ球場 | 2試合連続サヨナラホームラン（過去9人達成しているうちの7人=若松勉、長嶋清幸、ダグ・デシンセイ、門田博光、松井稼頭央、平田良介、バルディリス） |
| 10     | 「20世紀の名場面」                 | 日本シリーズの名場面 歴史を創った名将たち（三原修、水原茂、鶴岡一人、川上哲治、西本幸雄、野村克也、森祇晶他） 運命のあの日（1958年 西鉄奇跡の大逆転優勝、1979年 江夏の21球、1985年「阪神対巨人」 バックスクリーン3連発、1988年「ロッテ対近鉄」 10・19、1989年「西武対近鉄」 ラルフ・ブライアント4打席連続ホームラン、1994年「中日対巨人」 10・8決戦、1998年「オリックス対ロッテ」 ロッテ18連敗） エースと呼ばれた男たち（沢村栄治、藤本英雄、杉下茂、別所毅彦、金田正一、稲尾和久、杉浦忠、村山実、江夏豊、山田久志、村田兆治他） 華麗なるアーチ（王貞治、田淵幸一、末次利光〈1976年「巨人対阪神」逆転満塁サヨナラホームラン〉、原辰徳〈1989年の日本シリーズでの劇的な初ヒット・初ホームラン〉、小早川毅彦〈1987年「広島対巨人」江川卓の引退を決めるホームラン〉、大杉勝男〈1978年の日本シリーズ 疑惑のホームラン〉、ラルフ・ブライアント〈1990年「日本ハム対近鉄」 東京ドーム天井直撃認定ホームラン〉他） 「プロ野球ニュース」初代キャスター・1999年放送当時の現役監督・選手が選ぶ名勝負（佐々木信也 王貞治の756号、星野仙一 1974年中日20年ぶりリーグ優勝、若松勉 1978年ヤクルトセ・リーグ初優勝、山本浩二 1975年広島セ・リーグ初優勝） 20世紀の名勝負ベスト20 | 代打満塁ホームラン4回（過去2名達成 町田公二郎、藤井康雄） |
| 11     | 「珍プレー・好プレー特集その1」    | 1990年のリーグ戦（前半・後半に分けて放送。ナレーター・みのもんた） 1990年のキャンプ編（ナレーター・福井謙二、青嶋達也） | 2打席連続満塁ホームラン（過去に二岡智宏のみ達成） |
| 12     | 「わが野球人生」（司会・豊田泰光） | （登場人物 1981年度の活躍選手） 山田久志 村田兆治 小林繁 江川卓 山本浩二 | 代打逆転満塁「ビデオ判定」ホームラン（過去に福浦和也のみ達成） |
| 13     | 「わが故郷その2」                  | （投手特集） 小松辰雄（石川県富来町） 斎藤明夫（京都市） 今井雄太郎（長岡市） 山内孝徳（熊本県大矢野町） | 開幕戦サヨナラ満塁ホームラン（過去2名達成 伊東勤、アレックス） |
| 14     | 「珍プレー・好プレー特集その2」    | 1980年（CXのライブラリーにある珍・好プレー集最古のフィルム。ナレーションなし、説明の字幕のみ） 1983年（ナレーター・みのもんた） 1992年（ナレーター・同上） | 3試合連続・初回（1回表/裏）先頭打者ホームラン（過去に松永浩美のみ達成） |
| 15     | 「ザ・王貞治」                     | 背番号物語「1」 主要記念ホームランの特集（ベーブ・ルースと並ぶ714号とそれを抜く715号、ハンク・アーロンを抜いて世界新記録を達成した756号、日本初の国民栄誉賞表彰式、1977年秋の園遊会で昭和天皇と会談、800号、生涯最後となった868号=19年連続30ホームラン） 現役引退セレモニー（1980年11月・巨人ファン感謝デー） 柴田錬三郎との対談（1969年収録） 麗しきON時代（2000年放映） （DVD特典）衣笠祥雄×佐々木信也「鉄人・23年の歩み」（1987年、衣笠が連続試合出場記録の当時の世界新記録・2215試合で引退した直後に収録した対談） | 王の主要ホームラン集 （天覧試合ONアベックホームラン、1964年年間新記録55号、200号、300号、500号、600号、700号、1977年開幕戦での満塁ホームラン、755号（世界タイ）、756号（世界新）、1978年開幕戦での満塁ホームラン（2年連続）、800号、850号、868号） |

##### eプロ野球ニュース
2019年11月 - 2020年1月放送。エレクトロニック・スポーツの大会「e-Baseball パワプロプロリーグ・2019年シーズン - 2020年シーズン」にフジテレビが後援することになり、左記大会と当番組のコラボレーションが実現。原則として期間中の毎週日曜（一部土曜）に行われる試合を30分のダイジェストに編集し、月曜の本編終了後（火曜未明）に初回放送する。番組ではスピンオフ元の当番組同様、特定の1試合を解説者による試合実況を交えて紹介する「Zoom UP」と「今日のホームラン」のコーナーも再現されている。

##### プロ野球ニュース 月間好プレー
2025年5月4日 - 、シーズン中月1回、BSフジで22:00 - 22:30に30分放送。MCは、中川安奈（元NHKアナウンサー、フリーアナウンサー）、解説は、5月は、谷繁元信（野球解説者）、6月は、平石洋介（野球解説者）、7月は、坂口智隆（野球解説者）、8月は、今江敏晃(野球解説者）が務める。
その月の試合から好プレーを厳選して放送する。

### テレビゲームとのタイアップ
かつては、テレビゲームソフト「パワーリーグ」シリーズ（発売元：ハドソン）とタイアップしていたこともある。

#### スーパーファミコン
スーパーパワーリーグ - 1993年発売
- 出演
  - 中井美穂

スーパーパワーリーグ4 - 1996年発売
- 出演（声のみ）
  - 小島奈津子

#### PC-FX
スーパーパワーリーグFX - 1996年発売
- 出演
  - 福井謙二
  - 八木亜希子

#### 携帯電話
プロ野球クロニクル - 2012年配信

### 刊行物
- プロ野球ニュースおもしろデータ　大矢明彦著　1987年　フジテレビ出版　ISBN 978-4893531407
野球解説者デビューした大矢が、現役時代の経験を基として、当時の現役選手の意外なクセを記した「大矢メモ」なるものを紹介したもの。
- プロ野球ニュースのウラ話 プロ野球ニュース製作スタッフ編　1997年　フジテレビ出版　ISBN 978-4594022143
1996年5月26日から1997年2月21日までニフティサーブフジテレビオンラインプロ野球ニュースで紹介されたものに修正を加え、再構築したもの。
- プロ野球ニュースイヤーブック・選手名鑑'99　フジテレビ・プロ野球ニュース編　1999年　ザ・マサダ　ISBN 978-4915977817
1999年度のプロ野球選手の名鑑と、当時のプロ野球ニュース解説者・アナウンサーの紹介、プロ野球ニュースの裏側を収録したもの。
- オレたちのプロ野球ニュース 野球報道に革命を起こした者たち 長谷川晶一著 東京ニュース通信社　ISBN 978-4198643737
日本のスポーツニュース界に大きな革命をもたらした当番組の歴史を、佐々木信也ら当時の番組キャスターやスタッフら約30人に取材し、その舞台裏を交えて描いたノンフィクション作品。

## その他
- 本番組はフジテレビ本社スタジオから放送するが、1996年12月29日放送分は、当時月曜日から水曜日MCだった西山喜久恵の実家から放送した。